# Usztasa

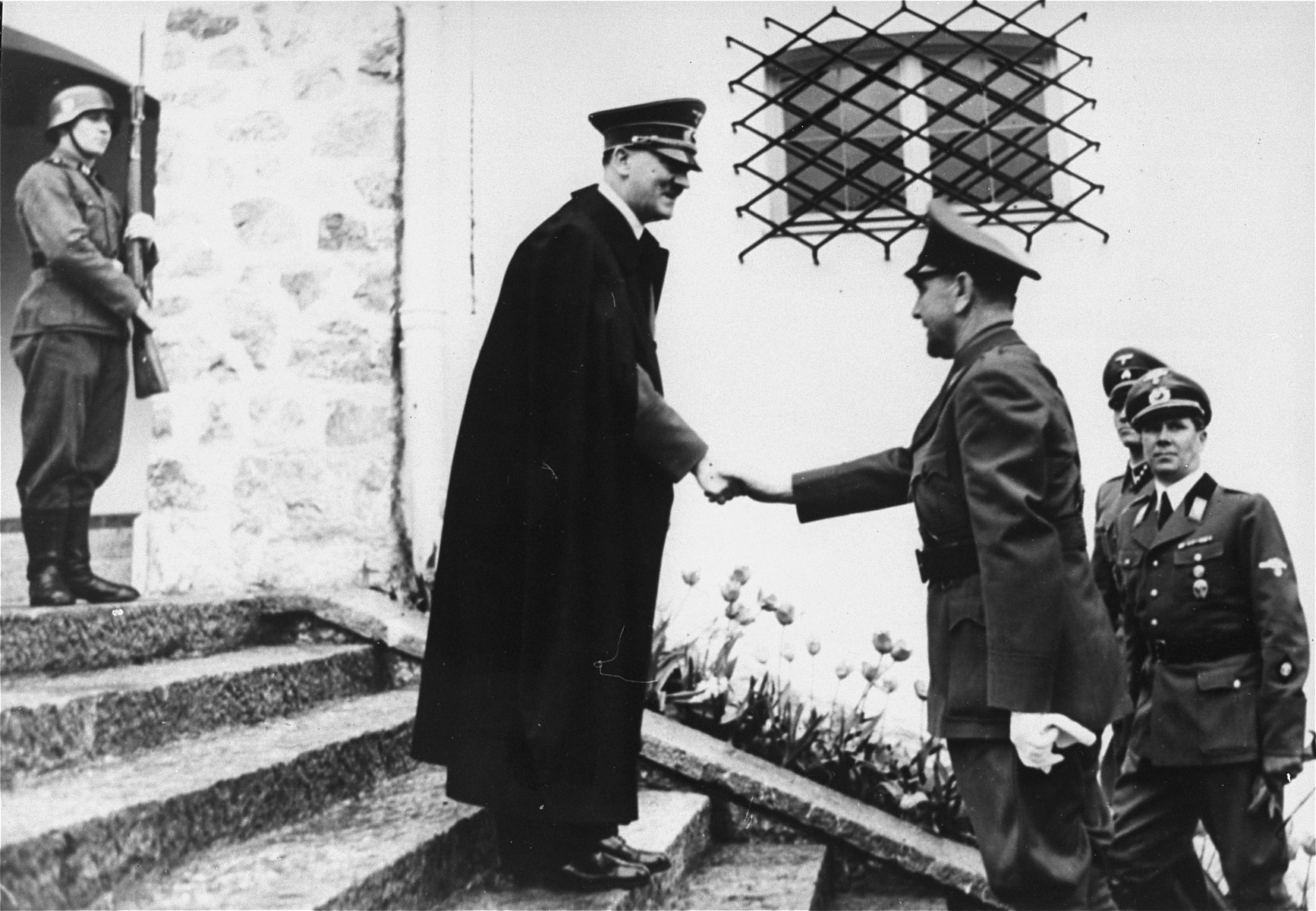
A Führer és a Poglavnik 1941-ben Berchtesgadenben

Az Usztasa hivatalos nevén Usztasa – Horvát Forradalmi Mozgalom (horvátul: Ustaša – Hrvatski revolucionarni pokret) egy 1929 és 1945 között működött horvát fasiszta és ultranacionalista szervezet, amelynek tagjai meggyilkolták Jugoszlávia királyát, majd főként a második világháború alatt szerbek, zsidók, romák és horvát politikai disszidensek százezreit gyilkolták meg.
A mozgalom ideológiája a fasizmus, a római katolicizmus és a horvát ultranacionalizmus keveréke volt. Az usztasák támogatták egy Nagy-Horvátország létrehozását, amely átívelve a Drina folyón egészen Belgrád határáig terjedne. A mozgalom a fajilag „tiszta” Horvátországot támogatta, és szerbellenessége révén népirtást hirdetett a szerbek ellen, a náci fajelmélet révén pedig a zsidók és romák ellen, valamint üldözte az antifasisztákat. Az usztasák a bosnyákokat „muzulmán horvátoknak” tekintették, és ennek eredményeként a bosnyákokat faji alapon nem üldözték. Az Usztasa a római katolicizmust a horvátok vallásaként támogatta, és elítélte az ortodox kereszténységet, amely a szerbek fő vallása volt. A római katolicizmust a horvát nacionalizmussal azonosították, míg a Bosznia-Hercegovinában nagy hívőkkel rendelkező iszlámot az usztasák úgy ítélték meg, mint a „horvát vért őrző nép” vallását.
Az Usztasa nacionalista szervezetként alakult, amely egy független horvát állam létrehozására törekedett. A második világháború előtt terrorista szervezetként működött. 1941 áprilisában, amikor a tengelyhatalmak megszállták Jugoszláviát, Horvátországban az usztasák kerültek hatalomra, és kikiáltották a Független Horvát Államot (NDH), amely egy a fasiszta Olaszország és a náci Németország kvázi protektorátusaként és bábállamaként működött. Az új állam katonai szárnya az Usztasa milícia (horvátul Ustaška vojnica) lett.
Az usztasa-rezsim katonailag gyenge volt, és nem kapott általános támogatást a horvátok körében, ezért az „etnikailag eltérő” lakosság ellenőrzésére a terror eszközéhez nyúlt. Az usztasa rezsimet kezdetben a horvát lakosság azon elemei támogatták, akik a két világháború közötti időszakban a szerbek vezette Jugoszláviában elnyomva érezték magukat, de brutális politikájuk gyorsan elidegenített sok horvátot, és elveszítette azt a támogatást is, amelyet a horvát nemzeti állam megteremtésével szerzett.
A német kapitulációval vége lett a második világháborúnak Európában, az usztasa mozgalom pedig államával együtt teljesen összeomlott. Az usztasa milícia és a horvát honvédség sok tagját ezt követően a bleiburgi tragédia során a jugoszláv partizánok lemészárolták. A háború után az Usztasa egykori tagjai földalatti és emigráns utódszervezeteket (mint például a Keresztesek és a Horvát Felszabadítási Mozgalom) hoztak létre, és megpróbálták folytatni a mozgalmat, de eredménytelenül.

## Nevének eredete
Az „ustaša” szó (többes szám: ustaše) az „ustati” (magyarul: „felkelni”) igéből származik. A „Pučki-ustaša” (németül: „Landsturm”) az Osztrák–Magyar Monarchia (1868–1918) horvát népfelkelő alakulatainak katonai elnevezése volt. Ugyanez a kifejezés volt a horvát harmadosztályú gyalogezredek (németül: „Landsturm” ezredek) elnevezése az első világháború idején (1914–1918). Az „ustati” szó másik változata az „ustanik” (többes számban: „ustanici”), ami felkelőt vagy lázadót jelent. Az „ustaša” névnek a Jugoszláv Királyság korai éveiben nem volt fasiszta konnotációja, mivel az „ustat” kifejezést magát Hercegovinában használták az 1875-ös hercegovinai lázadás után a felkelők jelölésére. A szervezet teljes eredeti neve csak 1931 áprilisában jelent meg Ustaša – Hrvatska revolucionarna organizacija vagy UHRO (Usztasa – Horvát Forradalmi Szervezet) alakban; 1933-ban pedig átnevezték Ustaša – Hrvatski revolucionarni pokret (Ustaša – Horvát Forradalmi Mozgalom) névre, amelyet egészen a második világháború végéig megtartott.

## Története

### A második világháború előtt

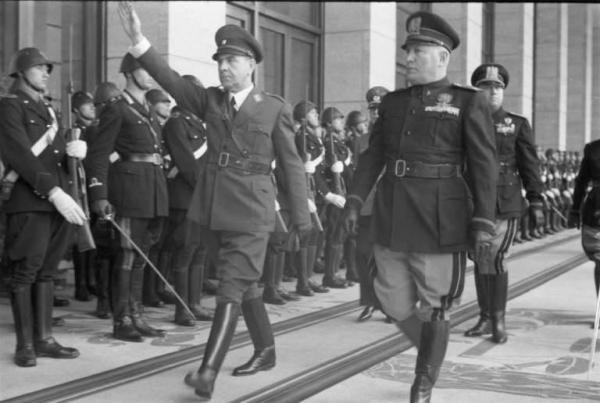
A poglavnik, Ante Pavelić és a duce, Benito Mussolini 1941. május 18-án Rómában. Az Usztasát erősen befolyásolta az olasz fasizmus, és politikailag is támogatta a fasiszta Olaszország

Az 1920-as években Ante Pavelić ügyvéd, politikus, Josip Frank Tiszta Jogok Pártjának egyik követője lett Horvátország függetlenségének vezető szószólója. 1927-ben titokban felvette a kapcsolatot Benito Mussolinivel, Olaszország diktátorával és a fasizmus megalapítójával, és bemutatta neki szeparatista elképzeléseit. Pavelić önálló Nagy-Horvátország létrehozását javasolta, amelynek le kellene fednie a horvátok teljes történelmi és etnikai területét. Rory Yeomans történész azt állította, hogy Pavelić a jelek szerint már 1928-ban egy nacionalista felkelőcsoport megalakítását fontolgatta.
1928 októberében, a vezető horvát politikus Stjepan Radićnak, a Horvát Parasztpárt elnökének Jugoszláv Nemzetgyűlésben történt meggyilkolása után, Branimir Jelić a Zágrábi Egyetemen megalapította a Horvát Ifjúsági Mozgalom nevű ifjúsági csoportot. Egy évvel később Ante Pavelić a 21 éves Jelićet ifjsági tagként meghívta szervezetébe. 1928 novemberében egy rokon mozgalom, a Domobranski Pokret – ez volt a legális horvát hadsereg neve Ausztria-Magyarországon – megkezdte a „Hrvatski Domobran” nevű, a horvát nemzeti ügyekkel foglalkozó újság kiadását. Az Usztasa a Hrvatski Domobrant megküldte az Amerikai Egyesült Államokba is, hogy a mozgalom számára támogatást szerezzen az amerikai horvátoktól. A „Domobran” körüli szervezet megpróbált kapcsolatba lépni a mérsékelt horvátokkal, és Radić meggyilkolásával kiváltott érzelmek szításával radikalizálni próbálta őket a megosztott országban. 1929-re két eltérő horvát politikai irányzat alakult ki: azok, akik támogatták Pavelić azon nézetét, hogy Horvátország nemzeti érdekeit csak erőszakkal lehet biztosítani, és a Horvát Parasztpárt, amelyet akkoriban Vladko Maček, Stjepan Radić utódja vezetett, és amely sokkal nagyobb támogatottságot kapott a horvátok között.
A Domobran megírásában a Horvát Jogok Pártjának több tagja is közreműködött, egészen 1928 karácsonyáig, amikor a Szerb-Horvát-Szlovén Királyság hatóságai betiltották az újságot. 1929 januárjában a király betiltott minden nemzeti pártot, és száműzték a Jogok Pártjának radikális szárnyát, köztük Pavelićet, Jelićet és Gustav Perčecet. Ehhez a csoporthoz később több más horvát száműzött is csatlakozott. 1929. március 22-én Zvonimir Pospišil és Mijo Babić meggyilkolta Toni Šlegelt, a zágrábi „Novosti” című újság főszerkesztőjét és a „Jugoštampa” elnökét, ami az Usztasa terrorakcióinak kezdete volt. 1929. április 20-án Pavelić és mások Szófiában a Macedón Nemzeti Bizottság tagjaival közösen aláírtak egy nyilatkozatot, amelyben kijelentették, hogy folytatni fogják „törvényes tevékenységüket Horvátországban és Macedóniában az emberi és nemzeti jogok, a politikai szabadság és mindkét fél teljes függetlenségének megteremtése érdekében”. A belgrádi Államvédelmi Bíróság 1929. július 17-én halálra ítélte Pavelićet és Perčecet.
A száműzöttek elkezdték szervezni ügyük támogatását a horvát diaszpórákban Európában, valamint Észak- és Dél-Amerikában. 1932 januárjában forradalmi szervezetüket „Usztasának" nevezték el. Az usztasák terrorcselekményeket követtek el, hogy a lehető legtöbb kárt okozzák Jugoszláviának. A fasiszta olaszországi és magyarországi kiképzőtáborukból indulva időzített bombákat helyeztek el a Jugoszláviába tartó nemzetközi vonatokon, haláleseteket és anyagi károkat okozva. 1932 novemberében Andrija Artuković vezetésével tíz usztasa, négy helyi szimpatizáns támogatásával, hogy megfélemlítse a jugoszláv hatóságokat megtámadta a Lika/Velebit térségben található Brušane csendőrőrsét. Az esetet „velebiti felkelésnek” is nevezik.

#### A Sándor király elleni merénylet
Az Usztasa leghírhedtebb terrorcselekményét 1934. október 9-én követte el, amikor a Macedón Forradalmi Szervezettel (IMRO) együttműködve a franciaországi Marseille-ben meggyilkolták I. Sándor jugoszláv királyt. Az elkövetőt, Vlado Csernozemszkit, egy bolgár forradalmárt a francia rendőrség megölte. Három Usztasa-tagot, akik különböző helyeken várták a királyt – Mijo Kraljt, Zvonimir Pospišilt és Milan Rajićot – elfogták és egy francia bíróság életfogytiglani börtönbüntetésre ítélte. Ezt követően a francia bíróság Ante Pavelićet, Slavko Kvaterniket és Ivan Perčevićet, mint a tett valódi szervezőit távollétükben halálra ítélte. Az usztasák úgy vélték, hogy Sándor király meggyilkolása gyakorlatilag „megtörte Jugoszlávia gerincét”, és ez volt a „legfontosabb vívmányuk”.

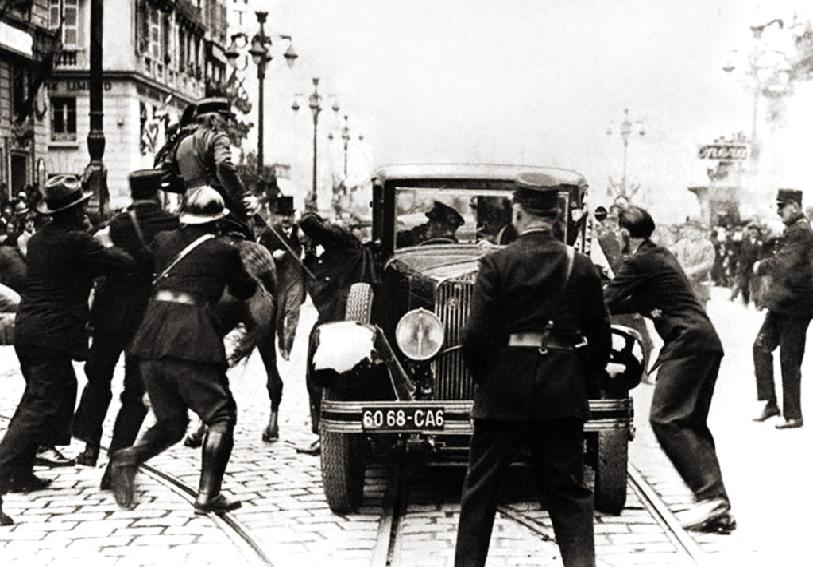
A marseille-i merénylet

Nem sokkal a merénylet után Európa-szerte betiltottak minden, az Usztasához köthető szervezetet, valamint a civil szervezetként tovább működő Hrvatski Domobrant. Franciaország nyomására az olasz rendőrség 1934 októberében letartóztatta Pavelićet és több usztasa emigránst. Pavelićet Torinóban bebörtönözték, de 1936 márciusában szabadon engedték. Miután találkozott Eugen Dido Kvaternikkel, kijelentette, hogy a merénylet „az egyetlen nyelv, amit a szerbek értenek”. A börtönben Pavelić értesült az 1935-ös jugoszláviai választásról, amikor a horvát Vladko Maček vezette koalíció győzött. Kijelentette, hogy győzelmét az Usztasa tevékenysége segítette elő. Az 1930-as évek közepére Zágráb utcáin kezdtek megjelenni a ŽAP kezdőbetűkkel ellátott graffitik, amelyek jelentése "éljen Ante Pavelić" (horvátul: Živio Ante Pavelić). Az 1930-as években szakadás alakult ki az „otthoni” Usztasa-tagok, akik Horvátországban és Boszniában maradtak, hogy megküzdjenek Jugoszláviával és a külföldre távozott „emigráns” Usztasa-tagok között. A jóval alacsonyabb iskolai végzettségű emigráns Usztasa erőszakosnak, tudatlannak és fanatikusnak tekintette az otthoni Usztasát, míg az otthoni Usztasa „puhának” minősítette a magukat „harcosnak” tartó „kivándorlók” elitjét".
1937 márciusa után, amikor Olaszország és Jugoszlávia barátsági egyezményt írt alá, az usztasa tevékenységet betiltották, ami felkeltette a fiatal horvátok, különösen az egyetemisták figyelmét, akik szimpatizánsok vagy tagok lettek. 1936-ban a jugoszláv kormány amnesztiát ajánlott a külföldön élő usztasáknak, feltéve, hogy megígérik, hogy lemondanak az erőszakról; az „emigránsok” közül sokan elfogadták az amnesztiát. Az 1930-as évek végén az usztasák elkezdtek beszivárogni a Horvát Parasztpárt, a Horvát Véderő és a Parasztpolgári Párt félkatonai szervezeteibe. A zágrábi egyetemen az Usztasához kötődő diákcsoport 1939-re a legnagyobb egyéni diákcsoport lett. 1939 februárjában a fogva tartásból hazatért, Mile Budak és Ivan Oršanić lettek az Usztasa-párti Hrvatski narod folyóirat szerkesztői.

### A második világháborúban

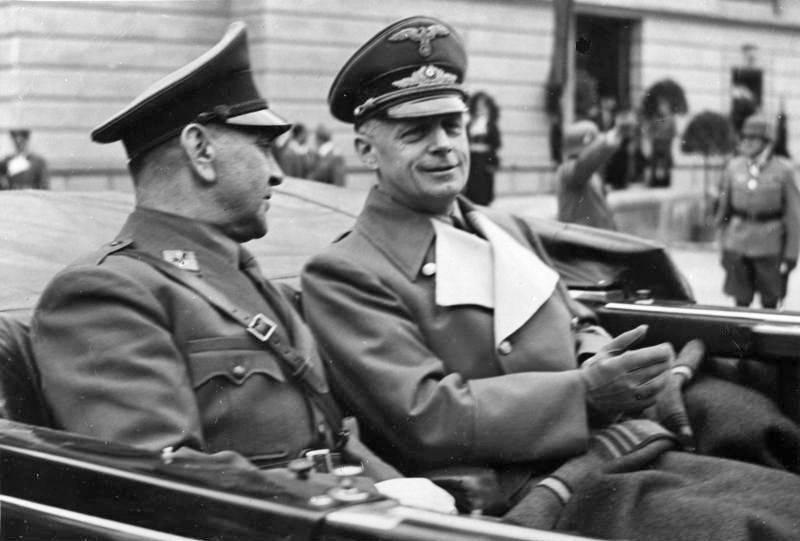
Ante Pavelić és Joachim von Ribbendrop német külügyminiszter 1941-ben Salzburgban

A tengelyhatalmak 1941. április 6-án megszállták Jugoszláviát. Vladko Maček, a Horvát Parasztpárt (HSS) vezetője, amely akkoriban Horvátország legbefolyásosabb pártja volt, elutasította a német ajánlatokat az új kormány élére. Április 10-én a rangidős otthoni usztasa, Slavko Kvaternik átvette az irányítást a zágrábi rendőrség felett, és egy rádióadásban aznap kihirdette a Független Horvát Állam (Nezavisna Država Hrvatska, NDH) megalakulását. Az állam elnevezése a horvátok függetlenségi harcának beteljesedését volt hivatott tükrözni. Maček aznap közleményt adott ki, amelyben felszólított minden horvátot, hogy működjenek együtt az új hatóságokkal.
Eközben Pavelić és több száz usztasa elhagyva olaszországi táborát Zágrábba ment, ahol 1941. április 16-án megalakította az új kormányt. A német „führer” mintájára magát „poglavnikká” (vezér) nyilvánította. A Független Horvát Állam a horvát „etnikai és történelmi területen” jött létre, amely magában foglalta a mai Horvát Köztársaságot (Isztria nélkül), Bosznia-Hercegovinát, és a Kotori-öblöt. A függetlenség kikiáltása után néhány nappal azonban az usztasák kénytelenek voltak aláírni a római szerződést, amelyben lemondtak Dalmácia egy részéről, valamint Krk, Rab, Korčula szigeteiről, Biograd, Šibenik és Split városairól, Čiovo, Šolta, Mljet szigeteiről, Konavle egy részéről és a Kotori-öbölről Olaszország javára. A terület feletti tényleges ellenőrzés a háború nagy részében eltérő volt, mivel a jugoszláv partizánok egyre sikeresebbek lettek, míg a németek és az olaszok egyre inkább gyakoroltak közvetlen ellenőrzést a területek felett. A németek és az olaszok az NDH-t két befolyási zónára osztották fel, az egyik délnyugaton az olaszok, a másik pedig északkeleten a németek ellenőrzése alatt állt. Ennek eredményeként az NDH-t „olasz-német kvázi protektorátusnak” minősítették. 1943 szeptemberében, olasz kapituláció után, az NDH annektálta a teljes területet, amelyet a római szerződés értelmében Olaszországhoz csatoltak.
Az Usztasa-rezsim támogatottságának csökkenése az eredetileg kormánypárti horvátok körében Dalmácia Olaszországnak való átengedésével kezdődött, és tovább súlyosbodott az Usztasa-üldözések és törvénytelenségek kiteljesedése során.

#### Az Usztasa milícia
A Független Horvát Állam Hadserege olyan katonákból állt, akik nem vettek részt az Usztasa tevékenységében. Az Usztasa milíciát 1941-ben öt (később 15) 700 fős zászlóaljból, két vasúti biztonsági zászlóaljból, valamint az elit Fekete Légióból és Poglavnik Testőrzászlóaljból (később dandár) szervezték. Személyi állományát túlnyomórészt az iskolázatlan lakosság és a munkásosztály körében toborozták.

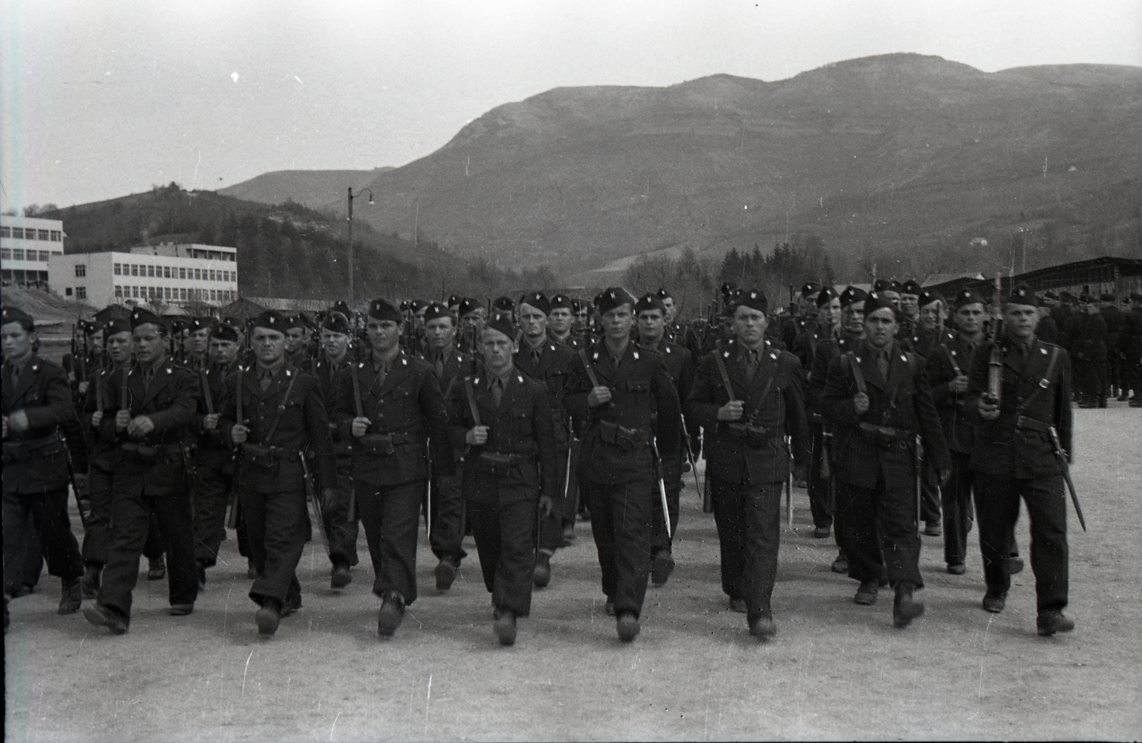
Az usztasa Fekete légió 1942-ben Szarajevóban

1941. április 27-én az usztasa hadsereg újonnan alakult egysége megölte a Belovár melletti Gudovac nagyrészt szerb közösségének tagjait. Végül mindenkit törvényen kívül helyeztek, aki ellenezte és/vagy fenyegette az Usztasát. Az addigi legnagyobb horvát pártot, a Horvát Parasztpártot 1941. június 11-én betiltották, amikor az usztasák megpróbálták átvenni a helyüket a horvát parasztság elsődleges képviselőjeként. Vladko Mačeket a jasenovaci koncentrációs táborba küldték, de a nép körében tapasztalt népszerűsége miatt később hazaengedték, és házi őrizetbe helyezték. Mačeket később ismét felszólították a külföldiek, hogy foglaljon állást, és szálljon szembe a Pavelić-kormánnyal, de ezt elutasította. 1941 elején a zsidóknak és szerbeknek parancsot adtak, hogy hagyják el Zágráb egyes területeit.
A Független Horvát Állam létrehozását követő hónapokban az usztasa csoportok többsége nem állt központi irányítás alatt: az usztasa hadtest 4500 reguláris katonája mellett mintegy 25 000–30 000 ún. „vad usztasa” (horvátul: „divlje ustaše”) volt, akiknek a kormány által ellenőrzött sajtó őket „usztasa parasztnak” nevezve „könyörgött”, hogy küldjék harcba őket a rezsim ellenségei ellen. Az 1941 nyári hónapjaiban a szerb lakosság ellen elkövetett tömeges bűncselekmények után a rezsim úgy döntött, hogy minden atrocitást az irreguláris Usztasa számlájára ír, amely teljesen fegyelmezetlen volt, és csak a zsákmánnyal fizetett a szolgáltatásért. A hatóságok 1941 augusztusában és szeptemberében a szerbek és cigányok elleni szélsőséges erőszak jogosulatlan alkalmazása miatt még halálra ítélték és nyilvánosan végezték ki őket. A vad usztasa ellenőrizetlen fosztogatásának és gyilkolásának megszüntetésére a központi kormányzat mintegy 6000 csendőrt és mintegy 45 000 újonnan besorozott reguláris honvédet használt fel.
Pavelić 1941. június 6-án találkozott először Adolf Hitlerrel. Mile Budak, Pavelić kormányának akkori minisztere 1941. július 22-én nyilvánosan hirdette meg az állam erőszakos fajpolitikáját. Ugyanazon év nyarán Vjekoslav Luburić, a titkosrendőrség főnöke koncentrációs táborok építésébe kezdett. A Dinári-Alpokon túli falvakban zajló usztasatevékenység miatt az olaszok és a németek aggodalmuknak adtak hangot. Srđa Trifković író/történész szerint Edmund Glaise von Horstenau Wehrmacht tábornok már 1941. július 10-én a következőket jelentette a német főparancsnokságnak, az Oberkommando der Wehrmachtnak (OKW):
|  | „Csapatainknak néma tanúinak kell lenniük az ilyen eseményeknek; melyek nem keltik jó hírnevüket. ..Gyakran mondják nekem, hogy a német megszálló csapatoknak végre be kell avatkozniuk az usztasák bűnei ellen. Ez végül megtörténhet, de a jelenleg a rendelkezésre álló erőkkel nem kérhetnék ilyen intézkedést. Az egyedi esetekben történő ad hoc beavatkozással a német hadsereg felelősnek tűnhet számtalan olyan bűncselekményért, amelyeket a múltban nem tudott megakadályozni” |
|  | |

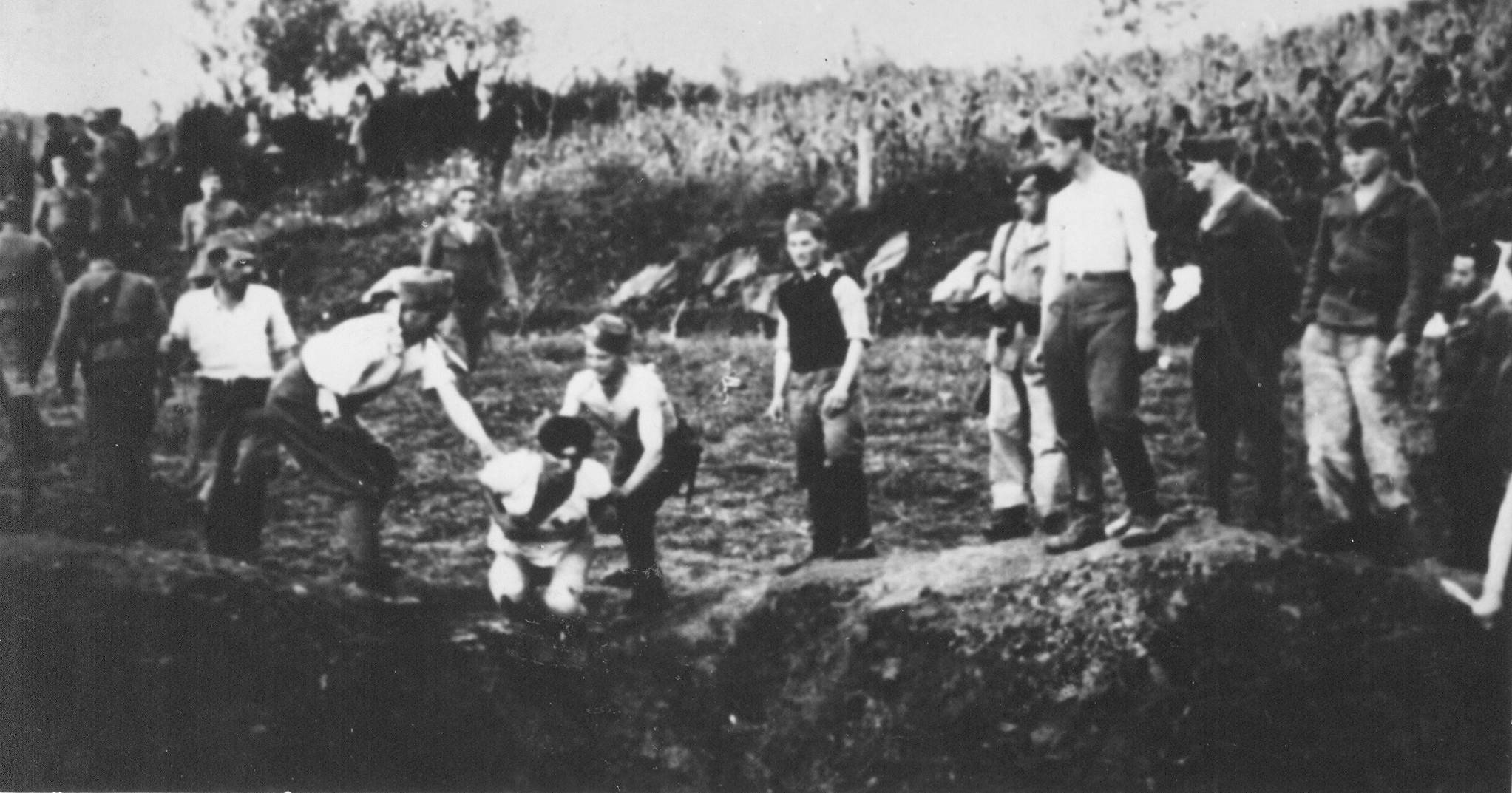
Az usztasa milícia foglyokat végez ki a jasenovaci koncentrációs táborban

Jonathan Steinberg történész így írja le az Usztasa szerb és zsidó civilek elleni bűncselekményeit: „Szerb és zsidó férfiakat, nőket és gyerekeket szó szerint halálra törtek”. Steinberg az olaszok által készített Ustaše-bűncselekményekről készült fotókra reflektálva a következőket írja: „Vannak fényképek szerb nőkről, akiknek a melleit zsebkésekkel levágták, valamint kivágott szemű, kiherélt és megcsonkított férfiakról.”
A Gestapo Heinrich Himmler SS Reichsführernek 1942. február 17-én kelt jelentése szerint:
|  | „A [lázadók] bandáinak megnövekedett tevékenysége főként a horvátországi usztasa egységek által az ortodox lakosság ellen elkövetett atrocitásoknak köszönhető. Az usztasák nem csak a hadköteles korú férfiakkal, de különösen a tehetetlen idős emberekkel, nőkkel és gyerekekkel szemben követték el állati módon tetteiket. Az usztasák által lemészárolt és szadisztikusan halálra kínzott ortodoxok száma körülbelül háromszázezer.” |
|  | |

1942 szeptemberében megalakult az usztasa védelmi dandár, majd 1943 folyamán az usztasa zászlóaljakat nyolc, négy zászlóaljból álló dandárrá szervezték át. 1943-ban a németek jelentős veszteségeket szenvedtek el a keleti fronton, az olaszok pedig fegyverszünetet kötöttek a szövetségesekkel, jelentős mennyiségű fegyvert hagyva hátra, amely a partizánok birtokába jutott.
1944-re Pavelić szinte teljes mértékben a 100 000 fős usztasa egységekre támaszkodott, amelyeket az 1–20. dandárból, a 21–24. toborzódandárból, három hadosztályból, két vasúti dandárból, egy védelmi dandárból, valamint egy új mobil dandárból alakítottak ki. 1944 novemberében, amikor a Független Horvát Állam fegyveres erőit egyesítették az Usztasa egységeivel a hadsereget ténylegesen is az Usztasa vezetés irányítása alá helyezték. A hadsereget 18 hadosztályt alkotta, amelyek 13 gyalogos, két hegyi és két rohamhadosztályból, valamint egy póthadosztályból állt, saját tüzérséggel és egyéb támogató egységekkel. Több páncélos egység is volt.
A harcok a német E hadseregcsoport 1945. május 9-i formális megadása után rövid ideig folytatódtak, amikor Pavelić parancsot adott az NDH csapatainak, hogy kíséreljenek meg nagyszámú civilrel együtt Ausztriába visszavonulni. A poljanai csata során a második világháború utolsó csatája zajlott európai földön egy vegyes német és usztasa hadoszlop és a partizán haderő között. Végül Bleiburgban és másutt az osztrák határon a szövetségesek a menekülők többségét, köztük az usztasákat és civileket is átadták a partizánoknak. Pavelić Ausztriában, majd Rómában bujkált, ahonnan a katolikus papság segítségével később Argentínába menekült.

### A háború után
A második világháború után a római katolikus egyház és saját helyi támogatóik segítségével sokan a földalatti mozgalmakba kerültek, vagy olyan országokba menekültek, mint Kanada, Ausztrália, Németország és néhány dél-amerikai ország, különösen Argentína.
Néhány usztasa több éven át próbált megszervezni egy ellenállási csoportot, mint például a Kereszteseket, de erőfeszítéseiket nagyrészt meghiúsították a jugoszláv hatóságok. A Független Horvát Állam vereségével az aktív mozgalom elhalt, és a belharcok feldarabolták a maradék Usztasát is. Pavelić megalakította a Horvát Felszabadítási Mozgalmat, amelybe az egykori állam több vezetőjét is bevonta. Vjekoslav Vrančić megalapította a megreformált Horvát Felszabadítási Mozgalmat, és annak vezetője lett. Maks Luburić megalakította a Horvát Nemzeti Ellenállást, Branimir Jelić pedig a Horvát Nemzeti Bizottságot. Ausztráliában Srecko Rover egykori keresztes és usztasa rendőrtiszt segített az usztasa csoportok létrehozásában. Pavelićet a montenegrói Blagoje Jovović lőtte le 1957. április 9-én Buenos Aires közelében; Pavelić később belehalt sérüléseibe.

## Ideológiája

### Gyökerek
Az usztašák horvát nacionalizmusának egyik fő ideológiai előzménye a 19. századi horvát aktivista, az egyszerre Habsburg- és szerb-ellenes Ante Starčević volt, aki a horvát egység és függetlenség szószólója volt.
Egy olyan Nagy-Horvátország létrehozását képzelte el, amely magában foglalja a bosnyákok, szerbek és szlovének lakta területeket, a bosnyákokat és a szerbeket iszlámra és ortodox kereszténységre áttért horvátoknak, míg a szlovéneket „hegyi horvátoknak” tekinti. Starčević azzal érvelt, hogy a szerbek nagymérvű betelepülése Nagy-Horvátország területeire a közelmúltban történt, a Habsburg uralkodók által ösztönzött betelepítés, valamint az ortodox kereszténységet felvevő és magukat utólag szerbnek valló oláh csoportok beáramlásának eredményeként. Starčević csodálta a bosnyákokat, mert szerinte horvátok voltak, akik azért vették fel az iszlámot, hogy megőrizzék Bosznia és Horvátország gazdasági és politikai autonómiáját az oszmán megszállás alatt.

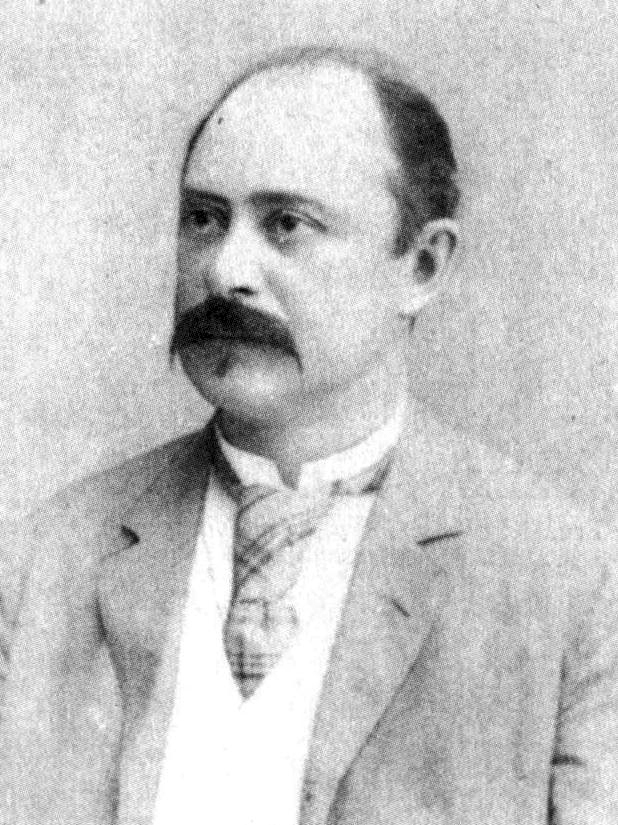
Josip Frank az Usztasa elődjének, a Tiszta Jogok Pártjának alapítója

Az usztasák Starčević elméleteit használták fel Bosznia-Hercegovina Horvátországhoz való csatolásának előmozdítására, és azt hirdették, hogy Horvátországnak két fő etnokulturális összetevője van: katolikusok és muszlimok. Az usztasák Starčevićet úgy akarták képviselni, mint aki kapcsolatban áll nézeteikkel. Josip Frank kivált a Starčević-féle Jogpártból, és megalapította saját, a Tiszta Jogok Pártját, amely a későbbi Usztasa mozgalom tagjainak fő csoportjává vált. John Paul Newman történész kijelentette, hogy az osztrák-magyar tiszteknek „a Jugoszláviával szembeni lankadatlan ellenállása adta a horvát radikális jobboldal, az Usztasa alapját”.
Az Usztasa dr. Milan Šufflay elméleteit hirdette, aki azt tartotta, hogy Horvátország „sok évszázadon át a nyugati civilizáció egyik legerősebb védőbástyája volt”, amely állítása szerint a Szerbiával való egyesülés következtében elveszett, amikor 1918-ban Jugoszlávia egyik nemzete lett. Šufflayt 1931-ben Zágrábban a belgrádi kormány támogatói ölték meg.
Az Usztasa annak érdekében, hogy igazolja az ortodox keresztények erőszakos katolikus térítésének politikáját a térségben, elfogadta Krunoslav Draganović atyának, egy katolikus papnak azt az 1935-ös tézisét, hogy Dél-Hercegovinában sok katolikus tért át az ortodox kereszténységre a 16. és 17. században.
Az usztasákra nagy hatással volt a nácizmus és a fasizmus. Vezetője, Ante Pavelić a „poglavnik” (vezér) pozícióját töltötte be, amely a Benito Mussolini „duce” és Adolf Hitler „führer” megnevezésére épült. Az usztasák a fasisztákhoz hasonlóan a korporatív gazdaságot támogatták. Jugoszláviából való száműzetésük után Pavelićet és az usztasákat Mussolini fogadta be Olaszországba. Pavelić 1927 óta tárgyalt a fasiszta Olaszországgal, amelyek között egy területi szuverenitáscsere támogatása is szerepelt, amely szerint eltűrné, hogy Olaszország annektálja a Dalmáciában követelt területét, cserébe azért, hogy Olaszország támogatja a független Horvátország szuverenitását. Az usztasa ideológiát több szerző is klerikális fasizmusként jellemezte hangsúlyozva a mozgalom római katolikus egyháznak tulajdonított fontosságát.

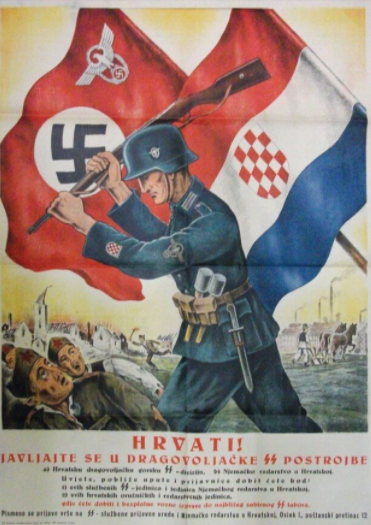
Horvátok! Jelentkezzetek az SS önkéntes egységbe! – Usztasa háborús plakát

Mussolini számára az usztasák támogatása olyan pragmatikus megfontolásokon alapult, mint például az olasz befolyás maximalizálása a Balkánon és az Adrián. 1937 után, a francia befolyás gyengülésével Európában, a Rajna-vidék Németország általi remilitarizálását követően, valamint a kvázi fasiszta kormány felemelkedésével Jugoszláviában Milan Stojadinović vezetésével, Mussolini 1937-től 1939-ig felhagyott az usztasák támogatásával, és a Jugoszláviával való kapcsolatok javítására törekedett, attól tartva, hogy a Jugoszláviával szembeni folyamatos ellenségeskedés következtében Jugoszlávia Németország befolyási övezetébe kerül.
A kvázi fasiszta Stojadinović-rezsim összeomlása azt eredményezte, hogy Olaszország helyreállította az usztasák támogatását, akiknek célja egy független Horvátország létrehozása volt Olaszországgal perszonálunióban. Az Usztasa iránti bizalmatlanság azonban nőtt. Mussolini veje, Galeazzo Ciano gróf olasz külügyminiszter a naplójában megjegyezte, hogy „A Duce felháborodott Pavelićnek azon az állításán, hogy a horvátok a gótok leszármazottai. Ez azzal a hatással jár, hogy a német pályára tereli őket.”
Magyarország két cél érdekében támogatta határozottan az Usztasát. Az egyik, Jugoszlávia, és ezzel a Kis Antant meggyengítése, annak érdekében, hogy végül visszaszerezze elveszített területeinek egy részét. A másik, Magyarország a későbbiekben erős szövetséget kívánt kötni a független Horvátországgal, és esetleg perszonálunióba lépni vele.
A náci Németország kezdetben nem támogatta a független Horvátországot, és nem támogatta az Usztasát sem, Hitler pedig az „erős és egységes Jugoszlávia” fontosságát hangsúlyozta. A náci tisztviselők, köztük Hermann Göring, azt akarták, hogy Jugoszlávia stabil és hivatalosan semleges legyen a háború alatt, hogy Németország továbbra is biztonságosan megszerezhesse Jugoszlávia nyersanyagexportját. A nácik, köztük Heinrich Himmler SS Reichsführer egyre ingerültebbek lettek az usztasákra, aki elégedetlen volt azzal, hogy az NDH nem tartotta be maradéktalanul a nácik zsidóirtási programját, mivel az Usztasa engedélyezte a katolicizmusra áttért zsidók, mint „becsületbeli horvátok” elismerését, akik így vélhetően mentesültek az üldözés alól.

### Politikai program és fő ideológiai tézisek
1932-ben az usztasa újság első számának vezércikke, amelyet Ante Pavelić usztasa vezető jegyzett, kijelentette, hogy az az usztasáknak erőszak és a terror lesz a fő eszközük céljaik elérésében:
|  | „A kés, a revolver, a géppisztoly és az időzített bomba; ezek a bálványok, ezek a harangok, amelyek hirdetik a hajnalt és a független horvát állam feltámadását. ” |
|  | |

1933-ban az Usztasa nyilvánosságra hozta azt „a tizenhét alapelvet”, amely a mozgalom hivatalos ideológiáját alkotta. Az alapelvek kimondták a horvát nemzet egyediségét, előmozdították a kollektív jogokat az egyéni jogokkal szemben, és kimondták, hogy azokat az embereket, akik „vér szerint” nem horvátok, kizárják a politikai életből.

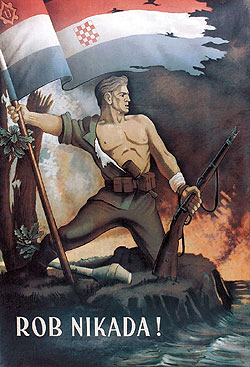
Soha nem leszünk rabok! – Usztasa háborús plakát

A „nemkívánatosnak” tartottakat tömeggyilkosságra ítélték. Ezek az elvek olyan új gazdasági rendszer létrehozását követelték meg, amely sem nem kapitalista, sem nem kommunista és amely hangsúlyozná a római katolikus egyház és a patriarchális család fontosságát a társadalmi rend és erkölcs fenntartásának eszközeként. (A modern történészek körében az usztasa ideológia ezen aspektusának elnevezése változó; többek között „nemzeti katolicizmus”, „politikai katolicizmus” és „katolikus horvátság” fogalmakat használják vele kapcsolatban.) A hatalomra kerülő Usztasa betiltotta a fogamzásgátlást és szigorította az istenkáromlás elleni törvényeket.
Az usztasák elfogadták, hogy a horvátok a dinári faj részei, de elutasították azt az elképzelést, hogy a horvátok elsősorban szlávok, azt állítva, hogy elsősorban a gótoktól származó germán gyökerekből származnak. Úgy gondolták, hogy egy kormánynak természetes módon erősnek és tekintélyelvűnek kell lennie. A mozgalom ellenezte a parlamentáris demokráciát, mert az „korrupt”, a marxizmust és a bolsevizmust pedig a családi életbe és a gazdaságba való beavatkozásuk és materializmusuk miatt utasították el. Az Usztasa úgy ítélte meg, hogy a versengő politikai pártok és választott parlamentek léte káros a saját érdekeire nézve.
Az usztasák a római katolicizmust és az iszlámot is a horvát nép nemzeti vallásaként ismerték el, de kezdetben elutasították az ortodox kereszténységet, mivel az összeegyeztethetetlen céljaikkal. Bár az usztasa ideológia előtérbe helyezte a vallási témákat, hangsúlyozta, hogy a nemzet iránti kötelesség elsőbbséget élvez a vallási szokásokkal szemben.
A hatalomban az Usztasa megtiltotta a „szerb ortodox hit” kifejezés használatát, és helyette „görögkeleti hitet” írt elő. Az usztasák erőszakkal sok ortodoxot térítettek katolikus hitre, meggyilkolták és elűzték az ortodox papok 85%-át, és számos ortodox keresztény templomot kifosztottak és felgyújtottak. Üldözték azokat az ókatolikusokat is, akik nem ismerték el a pápai tévedhetetlenséget. 1942. július 2-án a szerb ortodox egyház lerombolásának további eszközeként megalapították a horvát ortodox egyházat, de ez az új egyház nagyon kevés követőre tett szert.
Az Usztasa feltételekhez kötötte a muzulmánok horvát állampolgárságát, például kijelentette, hogy a Jugoszláviát támogató muszlimokat nem tekintik sem horvátnak, sem állampolgárnak, hanem „muzulmán szerbnek”, akitől megtagadhatják a tulajdonjogot, bebörtönözhetik őket, és ki kell érdemelniük a horvát státuszt.
Gazdaságilag az usztasák támogatták a korporatív gazdaság létrehozását. A mozgalom úgy vélte, hogy a magántulajdonhoz és a kisüzemi termelési eszközök állami ellenőrzéstől mentes tulajdonjogához léteznek természetes jogok. A fegyveres harcot, a bosszút és a terrorizmust dicsőítették.
Az usztasák széles körű intézkedéseket vezettek be, amelyeknek sok horvát maga is áldozatul esett. Jozo Tomasevich „Háború és forradalom Jugoszláviában: 1941–1945” című könyvében kijelenti, hogy „a történelem során a horvátok soha nem voltak kitéve olyan legalizált közigazgatási, rendőrségi és bírósági brutalitásnak és visszaélésnek, mint az usztasa-rezsim idején”. A rezsim által hozott rendeletek képezték az alapot, amely lehetővé tette számára, hogy megszabaduljon minden nem kívánt alkalmazottól az állami és helyi önkormányzatokban, valamint az állami vállalatokban. A „nem kívánatosak” a zsidók, a szerbek és a jugoszláv orientációjú horvátok voltak, akiket néhányuk kivételével, – akiket a kormány kifejezetten szükségesnek tartott – elbocsátottak állásukból. Ez sok munkahelyet hagyott az usztasáknak és híveiknek, és ahhoz vezetett, hogy a kormányzati állásokat szakmai képesítéssel nem rendelkező emberekkel töltsék be.

### Antiszemitizmus
Míg ideológiájuk kezdetben a szerbek ellen irányult, később az usztasák egyre közelebb kerültek a nácikhoz, és átvették tőlük az antiszemitizmust. 1936-ban a „horvát kérdés”-ben Ante Pavelić a zsidókat a harmadik helyre helyezte „a horvátok ellenségei” között (a szerbek és a szabadkőművesek után, de a kommunisták előtt). Erről így ír:
|  | „Ma Horvátországban gyakorlatilag minden pénzügy és szinte minden kereskedelem zsidó kézben van. Ez csak az állam támogatásával vált lehetségessé, amely ezzel egyrészt a szerbbarát zsidók megerősítésére, másrészt a horvát nemzeti erő gyengítésére törekszik. A zsidók nagy örömmel ünnepelték az úgynevezett jugoszláv állam létrejöttét, mert egy nemzeti Horvátország soha nem lehet olyan hasznos számukra, mint egy többnemzetiségű Jugoszlávia; mert a nemzeti káoszban rejlik a zsidók hatalma... Valójában, ahogy azt a zsidók előre látták, Jugoszlávia a szerbiai hivatalos élet megromlása következtében a zsidóság igazi Eldorádójává vált.” |
|  | |

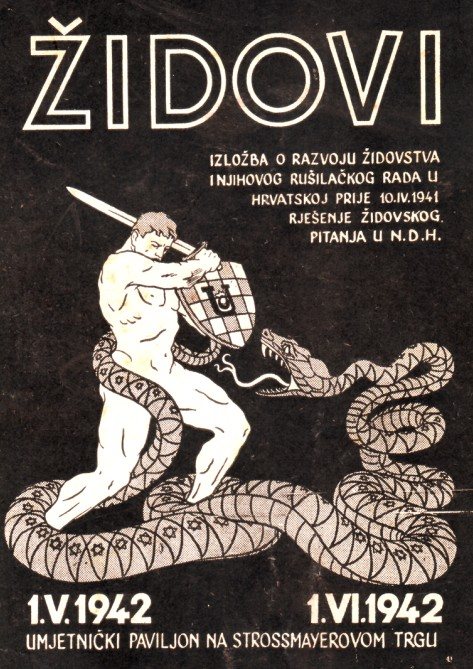
Antiszemita NDH-plakát 1942-ből

Miután hatalomra kerültek, az usztasák azonnal bevezették a náci stílusú faji törvények sorozatát. 1941. április 30-án az Usztasa kihirdette a „faji eredetről szóló törvényi rendeletet”, „az árja vér védelméről és a horvát nép becsületéről szóló törvényi rendeletet”, valamint az „állampolgárságról szóló jogi rendelkezéseket”. Ezek a rendeletek meghatározták, hogy ki a zsidó, és minden nem árja, azaz zsidó és roma állampolgártól elvették az állampolgársági jogokat. 1941. április végére, hónapokkal azelőtt, hogy a nácik hasonló intézkedéseket vezettek be Németországban, és több mint egy évvel azután, hogy a megszállt Lengyelországban végrehajtották, az Usztasa minden zsidótól megkövetelte, hogy viseljen jelvényt, jellemzően sárga Dávid-csillagot. Az usztasák 1941. október 10-én kihirdették a „Zsidók és zsidó társaságok vagyonának államosításáról szóló törvényerejű rendeletet”, amellyel elkoboztak minden zsidó vagyont.
Az Usztasa már az első napon, 1941. április 10–11. között letartóztatott egy csoport prominens zágrábi zsidót, és váltságdíj fejében fogva tartotta őket. Április 13-án ugyanez történt Eszéken is, ahol az usztasa és népi német csőcselék a zsinagógát és a zsidó temetőt is elpusztította. Ez a folyamat 1941-ben többször is megismétlődött zsidó csoportokkal. Ezzel egyidejűleg az usztasák kiterjedt antiszemita propagandát indítottak, az usztasa lapok azt írták, hogy a horvátoknak „bármely más etnikai csoportnál éberebbnek kell lenniük, hogy megvédjék faji tisztaságukat, ... Tisztán kell tartanunk a vérünket a zsidóktól”. Azt is írták, hogy a zsidók az „árulás, csalás, kapzsiság, erkölcstelenség és idegenség” szinonimája, ezért „a horvát nép széles köre mindig is megvetette a zsidókat, és természetes undort érzett velük szemben”.
1941 májusában az usztasák 165 zsidó fiatalt, a Makabi Zagreb zsidó sportklub tagjait gyűjtötték össze Zágrábban, és a Danicai koncentrációs táborba küldték őket (három fő kivételével az usztasák később mindegyiküket megölték). Az Usztasa a legtöbb zsidót horvát és náci koncentrációs táborokba küldte – beleértve a hírhedt, az usztasák által irányított jasenovaci koncentrációs tábort is –, ahol a Független Horvát Állam idején csaknem 32 000 zsidót, vagyis a zsidók 80%-át kiirtották. 1941 októberében Zágráb usztasa polgármestere elrendelte a zágrábi zsinagóga lebontását, amelyet 1942 áprilisára teljesen leromboltak. Az Usztasa üldözte azokat a zsidókat, akik judaizmust gyakoroltak, de engedélyezték, hogy a katolikus hitre tért zsidókat horvát állampolgárként ismerjék el, és tiszteletbeli árja állampolgárságot kapjanak, amely lehetővé tette számukra, hogy visszahelyezzék őket azokba a munkakörökbe, amelyektől korábban eltiltották őket. Miután megfosztották a zsidókat állampolgársági jogaiktól, az usztasák megengedték, hogy egyesek kenőpénz útján és/vagy a prominens usztasákhoz fűződő kapcsolatokon keresztül árja jogokért folyamodjanak. Az egész folyamat erősen önkényes volt. Például a zágrábi zsidók mindössze 2%-a kapott árja jogokat. Ezenkívül az árja jogok nem garantáltak állandó védelmet a koncentrációs táborokba való elhurcolás, vagy más üldöztetés ellen.

## Etnikai és vallásüldözés
Az usztasák egy etnikailag „tiszta” Horvátországot kívántak létrehozni, és legnagyobb akadályának a Horvátországban, Bosznia-Hercegovinában élő szerbeket tekintették. Mile Budak, Mirko Puk és Milovan Žanić usztasa miniszterek 1941 májusában kijelentették, hogy az új usztasa politika célja az etnikailag tiszta Horvátország. A stratégia a cél elérésére a következő volt:
1. A szerbek egyharmadát meg kellett ölni
2. A szerbek egyharmadát ki kellett űzni
3. A szerbek egyharmadát erőszakkal katolicizmusra kellett áttéríteni

Az NDH kormánya a holokauszt kivitelezésében együttműködött a náci Németországgal, és a határain belül gyakorolta a saját változatát a szerbek, zsidók és romák (más néven "cigányok") elleni népirtásnak. A szerbekkel kapcsolatos állami politikát először Milovan Žanić, az NDH törvényhozó tanácsának minisztere 1941. május 2-án hirdette ki:
|  | „Ez az ország csak horvát ország lehet, és nincs olyan módszer, amelyet haboznánk használni annak érdekében, hogy valóban horváttá tegyük, és megtisztítsuk a szerbektől, akik évszázadok óta veszélyeztettek minket, és akik újra veszélyeztetnének, ha adott lenne a lehetőség.” |
|  | |

Az usztasák a Harmadik Birodalom törvényeinek mintájára a zsidók, romák és a szerbek üldözésére törvényeket hoztak, akiket kollektíven a horvát nép ellenségének nyilvánítottak. Szerbeket, zsidókat, romákat, valamint horvát és bosnyák disszidenseket, köztük kommunistákat internáltak koncentrációs táborokba, amelyek közül a legnagyobb Jasenovac volt. A háború végére az usztasák Pavelić vezetésével mintegy 30 000 zsidót és 26 000–29 000 romát irtottak ki, míg a szerb áldozatok száma 200 000-től 500 000-ig terjed, a történészek általában 300 000 és 350 000 halálos áldozatot sorolnak fel.
A Jugoszláv Szocialista Szövetségi Köztársaság történelemtankönyvei 700 000-et említettek a jasenovaci áldozatok teljes számaként. Ezt a számot egy 1946-os demográfiai népességfogyás (a háború utáni tényleges lélekszám és a háború előtti növekedési tendencia folytatódása esetén a tényleges lélekszám közötti különbség) számításból hozták ki. Ezt követően Edvard Kardelj és Moša Pijade használta a Németországnak küldött jugoszláv háborús jóvátételi követelésben. Az Egyesült Államok Holokauszt Emlékmúzeuma (USHMM) a Jasenovacról szóló bejegyzésében ezt írja:
|  | „Az áldozatok számának meghatározása rendkívül problematikus, mivel számos releváns dokumentum megsemmisült, a fennmaradt dokumentumok hosszú távon hozzáférhetetlenek voltak a független tudósok számára, valamint meghatározta a háború utáni történelemtudomány és újságírás ideológiai programja, amelyet továbbra is etnikai feszültségek, vallási előítéletek és ideológiai konfliktusok befolyásolnak. Az Usztasa uralma idején 320 000 és 340 000 etnikai szerb lakost gyilkolt meg Horvátországban és Boszniában; több mint 30 000 horvátországi zsidót öltek meg Horvátországban vagy Auschwitz-Birkenauban” |
|  | |

.
Az USHMM megjegyzi, hogy a szerb áldozatok, az Usztasa elsődleges áldozatainak becslései rendkívül eltérőek, és „a legmegbízhatóbb adatok szerint a szám 330 000 és 390 000 közé tehető, és 45 000-52 000 szerbet gyilkoltak meg Jasenovacon”.
A Jasenovaci Emlékterület 83 145 jasenovaci áldozatot tartalmazó listát vezet, amelyet 1964-ben Belgrádban gyűjtöttek össze a kormány tisztviselői, valamint a legutóbbi vizsgálatok során azonosított áldozatok neveit és életrajzi adatait. Mivel az összegyűjtési folyamat tökéletlen volt, becslések szerint a lista az összes áldozat 60–75%-át tette ki, így a komplexumban megöltek számát nagyjából 80 000–100 000 közé teszik. Az Emlékterület korábbi vezetője, Simo Brdar legalább 365 000 halottat becsült Jasenovacnál. A statisztikusok Vladimir Žerjavić és Bogoljub Kočović elemzései hasonlóak voltak az Emlékterület elemzéséhez. Egész Jugoszláviában a szerb halálozások becsült száma Kočović szerint 487 ezer, Žerjavić szerint 530 ezer volt, az összesen 1,014 millió, illetve 1,027 millió halálozásból. Žerjavić továbbá kijelentette, hogy az NDH-ban 197 000 szerb civil halt meg (78 000 fogoly Jasenovacon és másutt), valamint 125 000 szerb harcos.
A Belgrádi Holokauszt Múzeum több mint 77 000 névből álló listát állított össze Jasenovac áldozatairól. A múzeum élén korábban Milan Bulajić állt, aki összesen 700 000 áldozat közlését támogatta. A múzeum jelenlegi vezetése tovább bővítette a listát, amin valamivel több mint 80 000 név szerepel. A második világháború idején a különböző német katonai parancsnokok és polgári hatóságok eltérő számadatokat adtak meg at NDH területén megölt szerbek, zsidók és mások számáról. Jozo Tomasevich történész azt állította, hogy ezen adatok némelyike „szándékos túlzás” lehet, amely további ellenségeskedést szított a szerbek és horvátok között, hogy erőik ne egyesüljenek a tengely elleni ellenállásban. Ezek a számok a különböző szerzők szerint nagyon eltérőek: 400 000 szerb (Alexander Löhr); 500 000 szerb (Lothar Rendulic); 1943 márciusig 250 000 (Edmund Glaise von Horstenau); 1943-ban „több mint 3/4 millió szerb” (Hermann Neubacher); 1944 márciusáig 600 000–700 000 fő koncentrációs táborban (Ernst Fick); 700 000 (Massenbach).

### Koncentrációs táborok

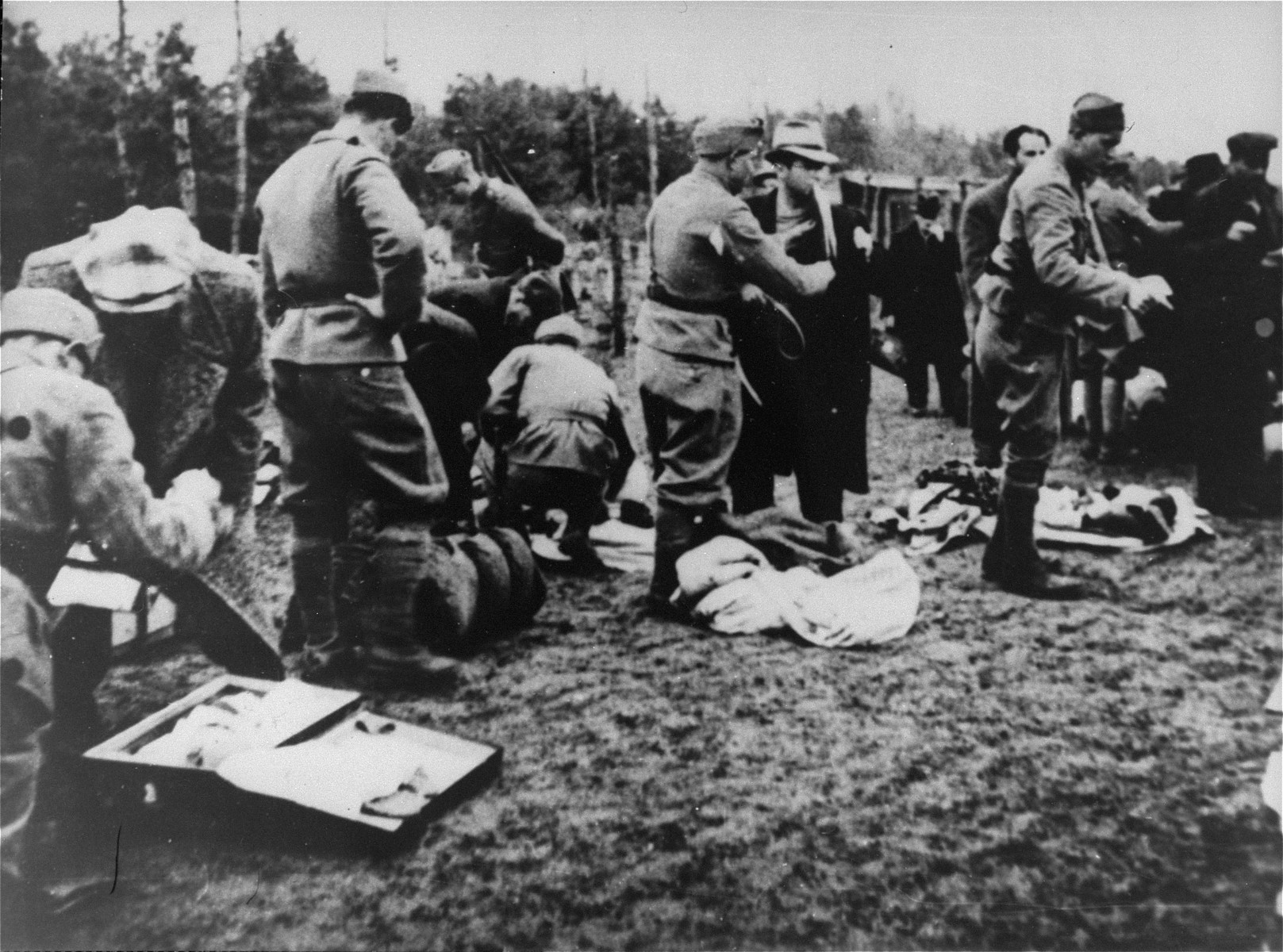
Érkező foglyok megfosztása személyes tárgyaiktól a jasenovaci táborban

Az első koncentráció táborokat 1941 tavaszán létesítették. Ezek a következők voltak:
- Danica, Kapronca mellett
- Slana és Metajna, Pag szigetén
- Jadovno, Gospić mellett
- Kruščica, a boszniai Vitez mellett
- Travnik, Boszniában
- Diakovár
- Loborgrad, a Zagorjében
- Ténye, Eszék mellett

Ezeket a táborokat 1942 októberére bezárták.
A jasenovaci komplexum 1941 augusztusa és 1942 februárja között épült. Az első két tábort, Krapjet és Bročicát 1941 novemberében bezárták, de a három újabb tábor a háború végéig működött:
- Ciglana (Jasenovac III)
- Kozara (Jasenovac IV)
- Stara Gradiška (Jasenovac V – nőknek és gyerekeknek)

Más táborok is voltak:

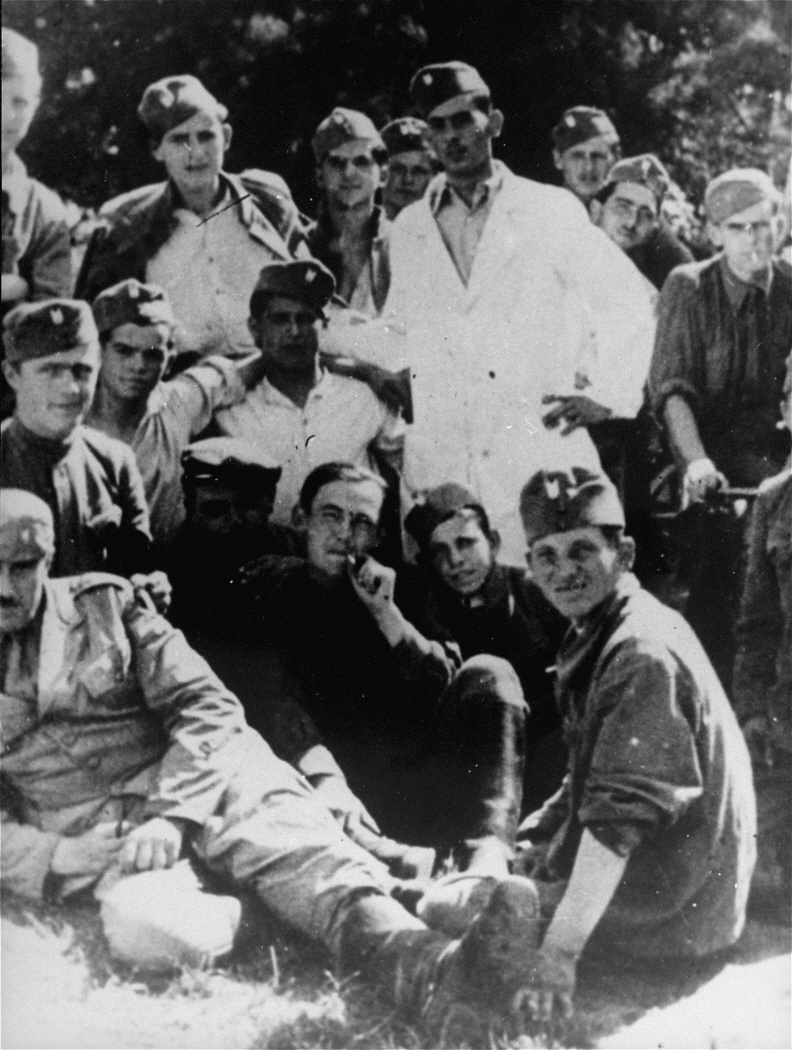
Usztasa őrök a jasenovaci táborban

- Sziszek, gyermek koncentrációs tábor
- Jasztrebarszka gyermek koncentrációs tábor
- Gospić
- Kerestine, börtön Zágráb közelében
- Lepoglava, Varasd mellett

A foglyok száma:
- 300 000 és 350 000 és 700 000 között Jasenovacban (vitatott)
- 35 000 körül Gospićban
- 8500 körül Pag szigetén
- 3000 körül Diakováron
- 1018 Jasztrebarszkában
- 1000 körül Lepoglavában

### Szerb civilek meggyilkolása
A koncentrációs táborokban elkövetett tömeges gyilkosságokon túl az usztasák számos civilt mészároltak le más helyeken is. A szerbek első tömeges meggyilkolására 1941. április 30-án került sor, amikor az usztasák összegyűjtöttek és megöltek 196 szerb falusit Gudovacnál. Hamarosan sok más mészárlás következett, köztük Blagaj, Glina, Korita, Nevesinje, Prebilovci, Metković, Otocsán, Atyina, Šargovac stb. Alojzije Mišić mostari horvát katolikus püspök 2010-ben így írta le a szerb civilek tömeges meggyilkolását Hercegovina egy kis területén a háború első 6 hónapjában:
|  | „ Az embereket úgy fogták el, mint a vadállatokat. Lemészárolták, megölték, vagy élve a mélybe dobták őket. Mély aknákba dobták a nőket, a gyermekes anyákat, a fiatal nőket, a lányokat és a fiúkat. Mostar alpolgármestere Baljić, aki egy mohamedán úr nyilvánosan kijelentette bár, hogy tisztviselőként hallgatnia kellene és nem beszélni, hogy csak Ljubinjében 700 szakadárt [ti. a szerb ortodox keresztényeket] dobtak egy víznyelőbe. Mostarból és Čapljinából a 10 éven aluli gyerekeket, nőket, anyákat és lányokat tartalmazó hat teli vasúti kocsin vitték a Šurmanci állomásra, ahol kipakolták őket, és a dombok közé vitték őket, az élő anyákat és gyermekeiket pedig ledobták a sziklákról. Mindenkit ledobtak és megöltek. A klepci plébánián a környező falvakból 3700 szakadárt öltek meg. Szegény lelkek, nyugodtak voltak. Nem sorolom tovább, túl messzire mennék. Mostar városában több száz embert megkötöztek, a városon kívülre vittek és megöltek, mint az állatokat.” |
|  | |

#### Német beszámolók az usztasa mészárlásokról
A horvátországi és boszniai német tisztek többször is utálatukat fejezték ki a szerbek usztasák általi tömeges meggyilkolása miatt, olyan szavakkal, mint „mészárlás”, „atrocitások”, „vágóhíd” és „terror”, miközben áldozatok százezreiről beszéltek. Így Walter Kleinenberger őrnagy, a 714. hadosztály tisztje arról panaszkodott, hogy az usztasa brutalitás „a civilizációs törvényekkel dacol. Az usztasa-gyilkosság áldozatai kivétel nélkül a férfiak, a nők és a gyerekek is.” Konopatzki német kapitány az usztasa Fekete légió szerb civilek lemészárlását Kelet-Boszniában „az ártatlanok lemészárlása új hullámának” nevezte. Az usztasák „nagybani hentesüzeme” (Abschlachtung) a megszállt Szerbiában, a Szerémségben is a németek aggodalmait váltotta ki a szerb felkelések miatt. Von Wedel alezredes azt írta, hogy Nyugat-Boszniában az Usztasa nőket és gyerekeket ölt meg úgy, „mint marhákat” egy sor „állati kivégzésben”. Hitler horvátországi meghatalmazottja, von Horstanau tábornok a Jasenovac koncentrációs tábor őrei által egy közeli faluban elkövetett mészárlás következményeit így írta le:
|  | „Crkveni Bokon, egy szerencsétlen helyen, amely felett mintegy ötszáz 15-20 éves gengszter ereszkedett le egy usztasa alezredes vezetésével, mindenhol embereket öltek meg, nőket erőszakoltak meg, majd halálra kínoztak, gyerekeket öltek meg. Láttam a Száva folyóban egy fiatal nő holttestét kivájt szemekkel, akinek karót vertek a nemi szervébe. Ez a nő legfeljebb húsz éves volt, amikor ezeknek a szörnyeknek a kezébe került. Körös-körül disznók falták fel az eltemetetlen emberi lényeket. A „szerencsés” lakosokat félelmetes tehervagonokban szállították; ezek közül az önkéntelen „utasok” közül sokan felvágták az ereiket a [jasenovaci] táborba szállítás közben."” |
|  | |

A német katonaság még azt a rendkívüli lépést is megtette, hogy 1942 februárjában a Banja Luka környéki három faluban, 2300 civil köztük 52 gyermek egy iskolában történt lemészárlásáért Miroslav Filipović usztasa káplánt hadbíróság elé állította. 1943. március 3-án von Horstanau tábornok azt írta: „Eddig 250 000 szerbet öltek meg.” Lothar Rendulić tábornok megírta, hogy 1942 augusztusában megjegyezte egy usztasa tisztviselőnek, hogy nem tudja felfogni, hogyan öltek meg 500 000 szerbet, mire az usztasa azt válaszolta: „A félmillió rágalom, a szám nem haladja meg a 200 000-et”. Más német források a szerb áldozatok teljes számát a megszállt területeken 600-700 000-re teszik.

### Vallásüldözések
A szerbek egyharmadának meggyilkolásával, egyharmadának áttérítével és egyharmadának kiűzésével a szerbek teljes megsemmisítését célzó politikájuk részeként a katolikus papok részvételével az usztasák végrehejtották az ortodox szerbek erőszakos katolicizmusra térítését. Alkalmanként a megtérés lehetőségét használták fel arra, hogy összegyűjtsék a szerbeket, hogy megölhessék őket. Ez történt a glinai mészárláskor is. 1943. május 18-án Stepinac érsek levelet írt a pápának, amelyben addig a napig 240 000-re becsülte a megtértek számát. Az usztasák 157 ortodox papot, köztük 3 szerb ortodox püspököt öltek meg. Banja Luka ortodox püspökének elvágták a torkát, és megölték a szarajevói metropolitát is, miközben börtönbe zárták és megkínozták Dositej Vasićot, Zágráb ortodox metropolitáját, aki a kegyetlen bánásmód következtében a börtönben halt meg. Az usztasák 327 ortodox papot és egy püspököt űztek ki Szerbiába, két másik püspök és 12 pap pedig maguktól távoztak.

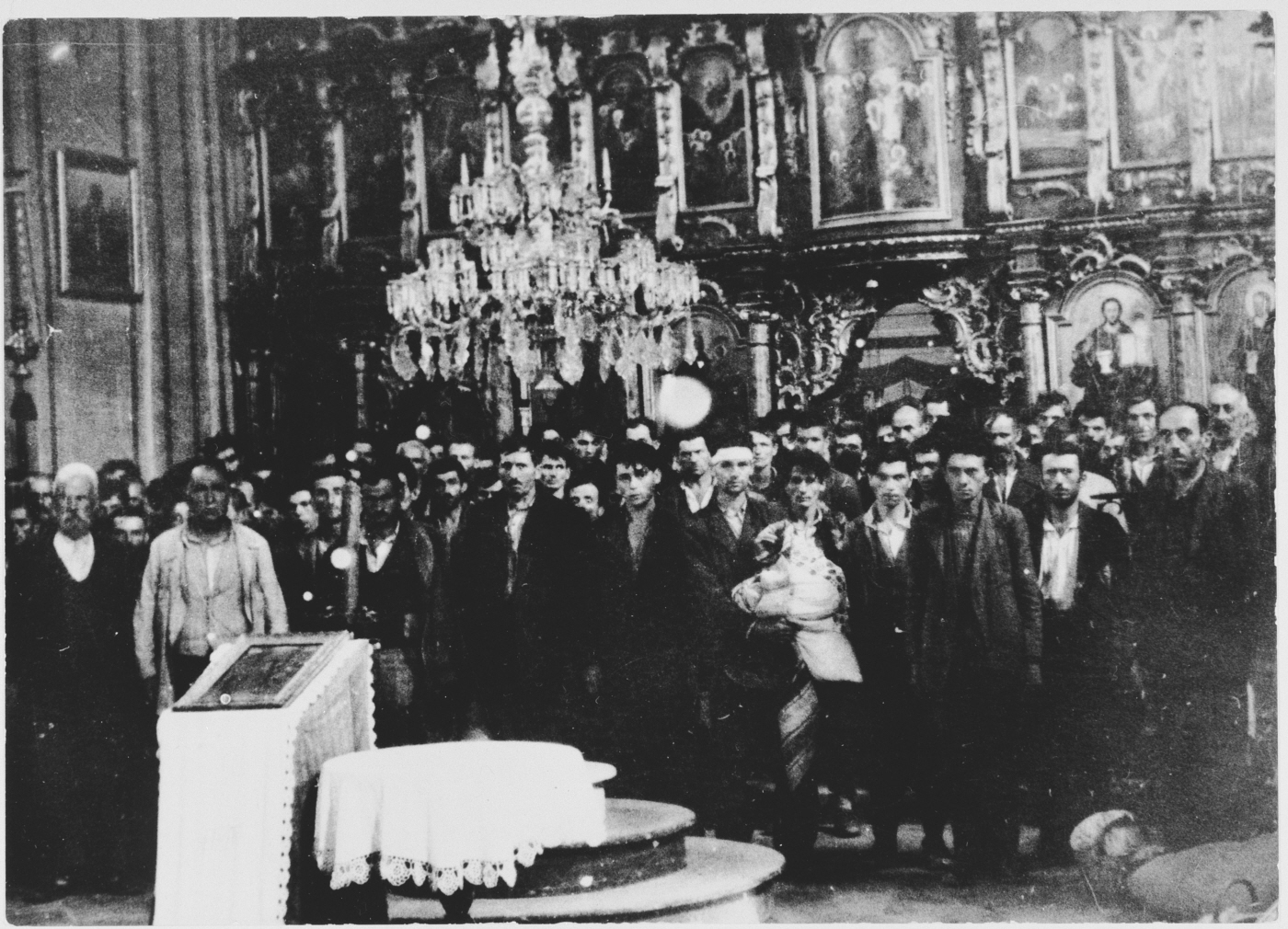
Szerb civilek erőszakos áttérítése Glinában

Az NDH törvényei szerint csak az iskolázatlan szerbek térhettek át a katolicizmusra; a művelt embereket (kereskedőket, értelmiséget és különösen az ortodox papokat) megölték vagy kiűzték az országból.
Összességében a Független Horvát Államban az ortodox papok 85%-át ölték meg vagy űzték ki az usztasák, hogy „az ortodox lakosság szellemi vezetés nélkül maradjon, és így könnyebb legyen végrehajtani a kényszerből vagy a félelem által kiváltott áttérítés usztasa politikáját” Az usztasák számos ortodox templomot romboltak le és szentségtelenítettek meg, betiltották a cirill írást és a Julianus-naptárt (mindkettőt használta az ortodox egyház), még a „szerb ortodox egyház” kifejezést is betiltották. Az ortodox iskolákat bezárták, és az egyháznak megtiltották, hogy a hívőktől adományokat szedjen be, amivel megfosztották bevételétől. Az ortodox egyházi ingatlanokat elkobozták, és egy részüket átadták a horvát katolikus egyháznak. Végül a szerb ortodox egyház elpusztítása érdekében az Usztasa egy importált orosz pappal próbált meg saját alternatív horvát ortodox egyházat létrehozni, de nem sikerült hozzá híveket szerezni.
Annak ellenére, hogy az Usztasa számos intézkedést tett a szerb ortodox egyház lerombolására, Jozo Tomasevich történész nem találta ezeknek az eseteknek az elítélését sem Stepinac katolikus érsek, sem a horvát katolikus egyház bármely más tagja részéről. Éppen ellenkezőleg, azt állítja, hogy a szerb ortodox egyház elleni usztasa támadást „számos horvát katolikus pap jóváhagyta és támogatta”, továbbá megállapította, hogy a horvát római katolikus egyház hierarchiája és a Vatikán „a szerbek és a szerb ortodox egyház elleni usztasa politikát előnyösnek tekintette a római katolicizmus számára”.

## Kapcsolatok a katolikus egyházzal

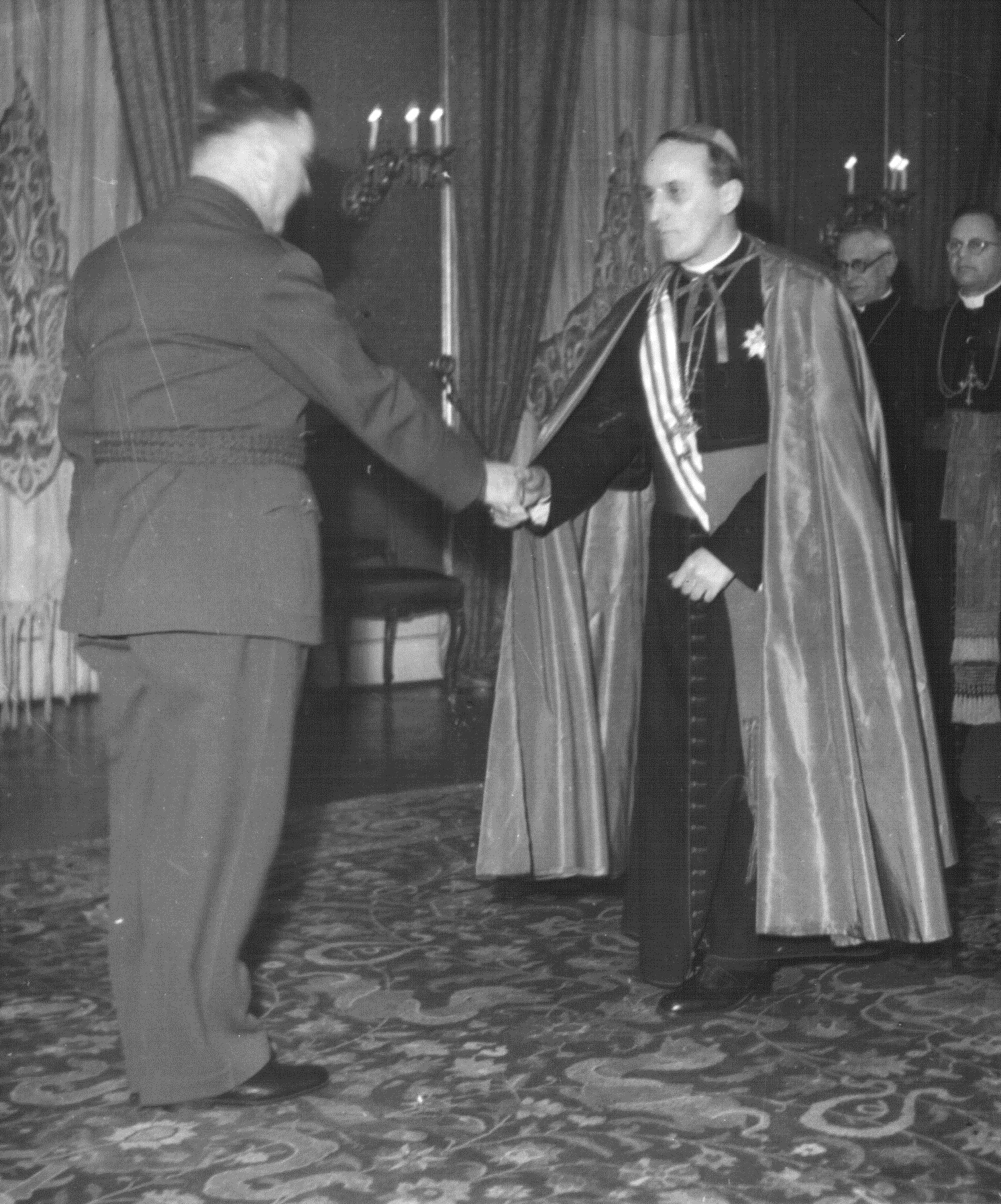
Alojzije Stepinac és Ante Pavelić találkozója

Mark Biondich történész megjegyzi, hogy a katolikus egyház történelmileg a horvát politika és közélet peremére került, és az egyház befolyása a háborúk közötti időszakban a királyi diktatúra és az antiklerikális Horvát Parasztpárt népszerűsége miatt tovább erodálódott. A Jugoszláv Királyság idején a katolikus papság mélységesen elégedetlen volt a rezsimmel: „... erőteljes sajtókampány indult Horvátország közel hárommillió katolikusának mozgósítására a központi kormányzat Szent Péter székének apostolkodását büntető intézkedései ellen. Mindenekelőtt a bánásmód egyenlőtlenségét kifogásolták: „a vallásügyi költségvetés összesen 141 millió dinárt tett ki, amelyből 70 jutott a szerb egyháznak, 34 pedig a katolikus egyháznak.(...) Nikola Pašić kormánya kedvelt volt Szerbiában, ahol minden állampolgár csak 55 dinárt fizetett évente adóként, de nem kedvelték Horvátországban és Szlovéniában, a jórészt katolikus területeken, ahol minden állampolgár 165 dinár adót fizetett.”
A horvát katolikus egyháznak az ortodox egyházzal szembeni ellenséges magatartása az usztasák szerbekkel szembeni politikájának fontos részévé vált, aminek végzetes következményei voltak a háború során. Az Usztasa támogatta a szerbhorvátul beszélő ortodox hívők erőszakos áttérítését a római katolikus hitre. Azon az állásponton voltak, hogy a keleti ortodoxia, mint a szerb nacionalizmus szimbóluma a legnagyobb ellenségük, és soha nem ismerték el a szerb nép létezését Horvátország vagy Bosznia területén – csak „keleti hitű horvátokat ismertek”. A szerbek felszámolására irányuló usztasa politika értelmében a horvátországi katolikus egyház részt vett az ortodox szerbek katolicizmusra való erőszakos áttérítésében. Azonban sokszor még az áttérítés sem védte meg feltétlenül a szerbeket és a zsidókat a lemészárlástól. Alojzije Mišić, Mostar püspöke írja, hogy miközben a katolikus hitre tért szerbek „a templomba szentmisére jártak, az usztasák megragadták őket, fiatalokat és időseket, férfiakat és nőket, és úgy hajtották őket, mint a marhákat. ..majd hamarosan „tömegesen'” az örökkévalóságba küldték őket.”
Az usztasák a bosnyákokat „az iszlám hitű horvátoknak” nevezték és általában megtűrték a muszlimokat; és a bosnyák közösség sem tanúsított különösebb ellenséges magatartást az Usztasa-kormánnyal szemben. Sok muszlim hadköteles szolgált a Független Horvát Állam fegyveres erőiben vagy annak rendőri erőiben; és a háború végéig csak nagyon kevés muszlim szolgált a kommunista partizánok soraiban. A szarajevói muszlimok 1941. október 12-iki állásfoglalásában azonban 108 jelentős muszlim elítélte az Usztasa szerbek elleni atrocitásait.

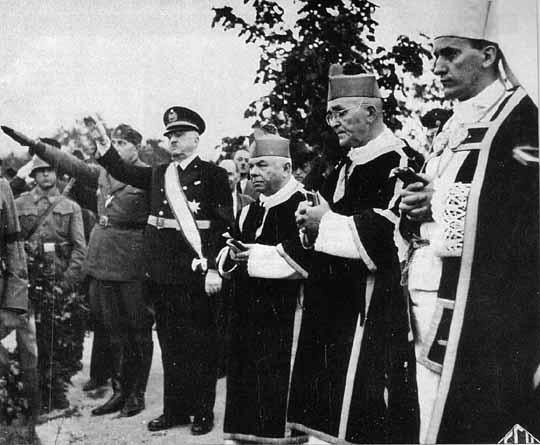
Stepinac érsek (jobb szélen) 1944-ben Marko Došennek, a szábor elnökének temetésén

1941. április 28-án a horvátországi katolikus egyház feje, Alojzije Stepinac érsek körlevelet adott ki az új független horvát állam támogatására, és kérte a papságot, hogy imádkozzanak annak vezetőjéért, Ante Pavelićért. Történt ez annak ellenére, hogy az usztasák ekkor már olyan intézkedéseket tettek közzé, amelyek megtiltják a szerbek, zsidók és cigányok rendőri, bírói és katonai szolgálatát, és megkönnyítik, hogy ezen etnikai/vallási csoportok tagjait kirúgják a közigazgatásból, továbbá tudhatta, hogy az usztasák náci stílusú faji törvényeket készítenek elő, amelyeket Pavelić csak 2 nappal ezután írt alá.
Míg Stepinac később kifogásolta az usztasák bizonyos intézkedéseit, és segített néhány zsidónak és szerbnek, továbbra is nyilvánosan támogatta a Független Horvát Állam fennmaradását egészen annak megszüntéig, és szolgálataiért 1944-ben kitüntetést is kapott Pavelićtől. A háború alatt Stepinac többször is nyilvánosan bírálta az Usztasa politikáját – valójában, ami az Usztasa-rezsim vezetőjével, Ante Pavelićcsel való kapcsolatát illeti, „általános egyetértés van abban, hogy kölcsönös ellenszenvet éreztek egymás iránt... az érsek, ellentétben a horvát katolikus papság néhány más tagjával, ellenezte a fasiszta és náci ideológiát, különösen a náci rasszista ideológiát és az usztasa politika számos megnyilvánulását”.. Martin Gilbert történész szerint „Alojzije Stepinac, aki 1941-ben üdvözölte a horvát függetlenséget, ezt követően elítélte a horvátok, szerbek és zsidók elleni atrocitásokat egyaránt, és személyesen ő maga mentett meg egy csoport zsidót egy idősek otthonában.”
A horvátországi katolikus papság túlnyomó többsége támogatta az Usztasát abban akkor, amikor sikerült megalakítaniuk a független Horvátországot; de később, amikor világossá vált, hogy a szövetségesek győznek, a katolikus hierarchia megpróbálta elhatárolni az egyházat a rezsimtől, amely különféle visszaélésekbe és háborús bűnökbe keveredett. Annak ellenére, hogy a legtöbb magas rangú vezető már menekülni készült az országból, 1945. március 24-iki pásztorlevelében a horvát katolikus egyház továbbra is támogatásáról biztosította a bábállamot és annak vezetőit. A katolikus sajtó is mindvégig kitartott Pavelić mellett, és miközben az NDH végrehajtotta az utolsó tömeggyilkosságokat a jasenovaci koncentrációs tábor felszámolása során, maga Stepinac érsek is mondott egy utolsó Te Deumot az NDH alapításának évfordulóján, 1945. április 10-én.
Néhány pap, különösen Hercegovinában és Boszniában maga is részt vett az atrocitásokban. Olyan papok szolgáltak Pavelić testőreiként, mint Ivan Guberina, míg Dionizije Juričev, aki az Usztasa-kormányban a szerbek erőszakos térítéséért volt felelős, azt írta, hogy többé nem bűncselekmény hétéveseket megölni, ha az Usztasa mozgalom útjában állnak. Ivan Šarić szarajevói érsek egyházmegyei lapjában közölte, hogy „a világ zsidóktól való felszabadítása az emberiség megújulásáért folytatott mozgalom”. Boszniában az Usztasa nagyrészt a katolikus papságon keresztül irányította az országot, Božidar Bralo pedig pap létére az Usztasa főküldötteként szolgált Boszniában.

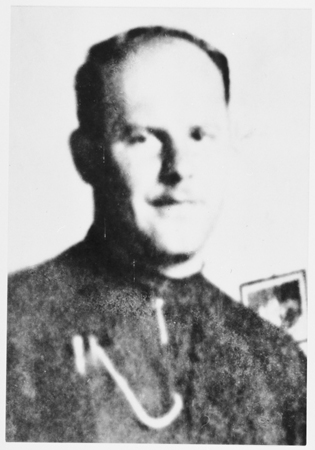
A Sátán atyának nevezett Miroslav Filipović

A Petrićevac kolostorból jött Miroslav Filipović ferences szerzetes, aki állítólag káplánként csatlakozott az Usztasához, és 1942. február 7-én csatlakozott a közeli falvak mintegy 2730 szerb lakosának, köztük mintegy 500 gyermeknek a lemészárlásához. Állítólag ezt követően elbocsátották a rendjéből, és elbocsátották a papi rendből is, ennek ellenére szerzetesi ruháját viselte, amikor háborús bűnök miatt felakasztották. Filipović a jasenovaci koncentrációs tábor főőre lett, ahol a többi horvát „Fra Sotonának” (azaz Sátán atyának) nevezte. Mladen Lorković, a horvát külügyminiszter így fogalmazott: „Horvátországban kevés igazi szerbet találunk. A pravoszlávok többsége valójában horvát, akit kényszerítettek az idegen megszállók, hogy elfogadják a hitetlen hitet. Most az a kötelességünk, hogy visszahozzuk őket a római katolikus gyülekezetbe.”
A háború idején „a Szentszék hosszú távú diplomáciai gyakorlatának megfelelően, miszerint háború idején nem ismertek el új államokat, mielőtt azokat a békeszerződésekkel nem legitimálták, a pápa nem küldött nunciust vagy diplomata Horvátországba. A Vatikánt apostoli vizitátor, Giuseppe Marcone apát képviselte a horvát katolikus egyház előtt, de nem a kormány előtt. A kormány azonban figyelmen kívül hagyta ezt az árnyalatnyi különbséget, és minden hivatalos eseményen előkelő helyet biztosított Marcone számára A második világháború befejezése után a jugoszláv területről szökött usztasákat (köztük Pavelićet) Dél-Amerikába csempészték. Ez nagyrészt a Ratlines szervezte meg, amelyet a Vatikánnál korábban pozíciókat betöltő katolikus papok működtettek. A római Szent Jeromos Pápai Horvát Kollégium hírhedtebb tagjai Krunoslav Draganović és Dominik Mandić ferences szerzetesek voltak, egy harmadik pedig egy Petranović nevű barát volt.
Az Usztasa-rezsim nagy mennyiségű aranyat helyezett el svájci bankszámláira – beleértve a szerbektől és zsidóktól a második világháború alatt elrabolt aranyat is. Úgy tűnik, a második világháború végén Usztasa jelentős mennyiségű aranyat szállított Ausztriába is. Egyes becslések szerint összesen 350 millió svájci frankból egy titkosszolgálati jelentés szerint 200 millió jutott el a Vatikánba. A kérdés tisztázatlan marad.

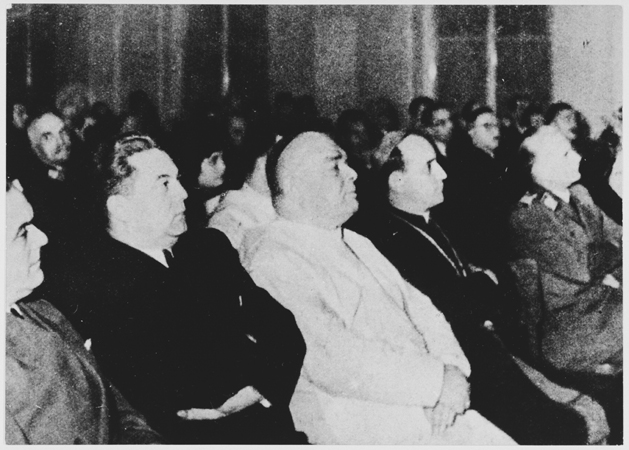
Horvát politikai és egyházi vezetők egy ünnepségen

Stepinac érseket az Usztasa támogatása miatt a jugoszláv kommunista hatóságok a második világháború befejezése után börtönbüntetésre ítélték, és elítélték a papság azon tagjait is, akik együttműködtek velük, és ezért bűnrészesek voltak a kényszerű áttérítésekben. Stepinac 1941. március 28-án, üdvözölve a horvátok és a szerbek egyesítésére irányuló korai kísérleteket kijelentette:
|  | „Összességében a horvátok és a szerbek két külön világból valók, az északi pólusból és a déli pólusból, és soha nem fognak tudni egyesülni, hacsak nem Isten csodája által. A szakadás (a katolikus egyház és a keleti ortodoxia között) a legnagyobb átok Európában, csaknem nagyobb, mint protestantizmus. Nincs erkölcs, nincsenek elvek, nincs igazság, nincs igazságosság, nincs őszinteség.” |
|  | |

2016. július 22-én a Zágráb Megyei Bíróság „a jelenlegi és korábbi alapvető alapjogok, valamint a szubsztantív és eljárási büntetőjog elveinek súlyos megsértése miatt” megsemmisítette az érsek háború utáni elítélését.
1998-ban Stepinacot II. János Pál pápa boldoggá avatta. 2003. június 22-én a pápa meglátogatta Banja Lukát, és a látogatás során misét mondott a fent említett Petrićevac kolostorban. Ez közfelháborodást váltott ki a kolostor Filipovićhoz fűződő kapcsolata miatt. Ugyanezen a helyen a pápa kihirdette egy római katolikus laikusnak Ivan Merznek (1896–1928) a boldoggá avatását, aki 1923-ban megalapította a „Horvát Sasok Szövetségét”, amelyet egyesek az Usztasa előfutárának tekintenek. A római katolikus apologetikusok azzal védik a pápa cselekedeteit, hogy a petrićevaci kolostor volt az a hely, amely lángokban állva a 80 éves Alojzije Atlija szerzetes halálát okozta. Továbbá az apologetikusok azt is állították, hogy a háború „a katolikus lakosság teljes elvándorlását idézte elő erről a vidékről”; és a néhány ittmaradt is „túlnyomórészt idős” volt; és hogy a boszniai egyházat a háború miatt állítólag a „teljes kihalás” fenyegette.

## Jelképei

### A címer
Az Usztasa szimbóluma egy nagy kék „U” betű volt, benne egy ezüst színű, vörös lángú heraldikus gránát ábrázolásával. A 
gránáton Horvátország történelmi vörös-fehér sakktáblamintás címere volt, elöl a fehér mezővel. Színvilága a horvát nemzeti színeket tükrözte: piros, fehér és kék. Az „U” betű az Usztasa szó kezdőbetűjét szimbolizálta. A gránátnak a harcos, forradalmi és elitista karaktert kellett volna hangsúlyoznia, melyet Olaszország és Franciaország forradalmi hagyományaiból kölcsönöztek. Ott a gránát eredetileg a gránátosok jelképe volt (elit gyalogos egység a 17. és 18. században), ma pedig a katonai egységekben használják (pl. Carabinieri, Idegenlégió). Feltételezik, hogy a történelmi horvát címer első fehér mezőt tartalmazó változatát azért választották, hogy megkülönböztessék az első piros mezőt tartalmazó jugoszláv királyi címerben található horvát címertől.
Az usztasa címer első sematikus felhasználása az „Ustaša: Vjesnik hrvatski revolucionaraca” mozgalmi újság 1930. májusi logójában található. A címer első ábrázolása 1932-ben jelent meg az „Ustaša” című újság logójában, majd az usztasai alkotmány címlapján. 1934-ben az Usztasa száműzetésben lévő központja propagandacélokra bocsátott ki egy Bécsben vert 5 kunás ezüstérmét és két Bergamóban nyomtatott bélyeget, amelyeken az usztasa címer is látható. Jugoszlávia veresége után a száműzetésben mintegy 300 fegyveres usztasa egység ezzel a címerrel az egyenruhájukon lépte át az olasz határt, és vonult fel Pavelić előtt Zágrábban.
A Független Horvát Állam jelképeként a horvát fonattal keretezett „U” nagybetűvel használta Horvátország történelmi címerét. Ennek az államcímernek az esetében az „U” betűt szándékosan a címer tetejére helyezték, hogy a lakosság nem usztasa többsége is könnyebben tudjon azonosulni az állammal. Az Ustaša Mladež állami ifjúsági szervezetnek saját szimbóluma volt, amelyet különböző színekben használtak.

Az Usztasa címere
Az Usztasa mozgalom szimbóluma, ahogyan az NDH szimbólumain látható
Az NDH zászlaja
Az Ustaška mladež címere

### A köszöntés
Az Usztasa szervezet köszöntése „Za dom – spremni!” („Készen a hazáért”) volt, és a fasiszta Olaszországhoz és a nemzetiszocialista Németországhoz való közeledés nyomán kinyújtott jobb kézzel mondták ki úgy, hogy az ujjak pedig összeilleszkedtek. Köszöntőként (pl. kitüntetések odaítélésekor) megtalálható a párt- és állami dokumentumokon.
Az üdvözlés: Za dom! A hazáért!
A válasz: Spremni! Készen állunk!
Ezt használták az usztasák „Heil Hitler!” náci köszöntés helyett. Ma a szerbek vagy a Horvát Jogok Pártjához kötődő nem usztasa konzervatívok névlegesen az usztasa szimpatizánsokhoz kötik, egyes horvátok azonban hazafias üdvözletnek tekintik, a haza és a hazájuk védelmét hangsúlyozva. Az interneten néha ZDS-nek rövidítik.
A Független Horvátország zászlaja piros-fehér-kék vízszintes trikolór volt, középen a címer vagy Horvátország pajzsával, bal felső sarokban az U betűvel. Pénzneme az NDH kuna volt.

## Hatása az utókorra
Az 1991–1995-ös délszláv háborúban a horvát szabadcsapatokat is így nevezték. Nevükhöz számos vérengzés és erőszakos cselekmény köthető.
Az Usztasa fontos szerepet játszik Harry Turtledove rövid alternatív történetében, melynek címe Ready for the Fatherland (Készen a hazáért). Rövid háttérszerepet játszik „In the Presence of Mine Enemies” című művében, amely ugyanannak a szerzőnek a nem kapcsolódó munkája. Mindkét műben a Pavelić által alapított rezsim az 1940-es éveken túl is több évtizedig kitartott.
A népszerű horvát énekes, Thompson rendszeresen usztasa köszöntéssel kezdi koncertjeit. A Wiesenthal Központ, más horvátországi revizionizmus- és holokauszt-tagadási kísérletekkel együtt tiltakozott ez ellen.

### A mai Horvátországban
Franjo Tuđman, Horvátország első elnöke az 1980-as évek végén Horvátország függetlensége támogatásának egységesítésére a „pomirbát”, vagyis az usztasák és a partizánok közötti nemzeti megbékélés elérésére törekedett. Ez a politika a horvát politikai jobboldalon az usztasa nézetek, szimbólumok és tisztelgés újjáéledéséhez vezetett. Horvátországban a függetlenség kivívását követően utcákat neveztek át olyan Usztasa-vezetők nevére, mint Mile Budak és Jure Francetić. Bár ezek egy részét később eltávolították, a Szabad Európa Rádió megjegyezte, hogy a 90-es években a Mile Budak tiszteletére elnevezett mintegy 20 utca fele még 2019-ben is ezt a nevet viselte.
Zsidó és szerb szervezetek, horvát történészek és antifasiszták, valamint nemzetközi megfigyelők többször is figyelmeztettek a horvátországi revizionizmusra, amely az usztasa-bűncselekmények minimalizálására törekszik, sőt az Usztasa-rezsimet is ünnepli. A közelmúltban például megjelent egy könyv, amely Maks Luburicot, aki az usztasa koncentrációs táborok vezetőjeként több mint 100 000 halálesetért volt felelős a zsidók, szerbek és romák elleni usztasa népirtás során, mint „horvát lovagot” ünnepli, valamint készült egy dokumentumfilm is, amely minimalizálja a gyermek halálesetek számát az usztasa koncentrációs táborokban. A Luburic-könyvet a horvát katolikus egyház segítségével népszerűsítették, és az egyházi források minimalizálták a koncentrációs táborokban bekövetkezett gyermekek halálát. A horvát történészek megjegyezték, hogy az egyház vezető szerepet tölt be a revizionizmus előmozdításában és az usztasa bűnök minimalizálásában. 2013-ban a horvát katolikus érsekségek lapja, a Glas Koncila sorozatot jelentetett meg Jasenovacról a Jasenovac-tagadó Igor Vukictól, aki azt állítja, Jasenovac „csupán munkatábor volt”, ahol nem történtek tömeges kivégzések. 2015-ben a Horvát Püspöki Konferencia vezetője kérte, hogy a horvát hadsereg fogadja el hivatalos köszöntésként az usztasa „Za dom spremni” köszöntést.
A horvát futballrajongók többször skandálták a „Za dom spremni” köszöntést, amiért a FIFA és az UEFA többször is büntetést szabott ki a Horvát Labdarúgó Szövetség ellen. 2014-ben Josip Šimunić horvát futballistát kitiltották a labdarúgó-világbajnokságról, mert usztasa tisztelgéssel provokálta a szurkolókkal teli stadiont.
2014-ben a horvátországi Split akkori polgármestere felavatta az 1990-es évek HOS-dandárjának szentelt emlékművet, amely az Usztasa egyik parancsnoka után a „Rafael Boban lovag” nevet kapta, és magában foglalta a HOS emblémáját és az usztasa „Za dom spremni” tisztelgést. Azóta a HOS szervezete évente április 10-én (az usztasa Független Horvát Állam megalakulásának évfordulóján) megemlékezéseket rendez az emlékműnél, amelyen a fekete egyenruhás résztvevők a „Za dom spremni” köszöntést kiáltják.
2016-ban a horvát HOS háborús veteránok szervezete emléktáblát helyezett el a jasenovaci koncentrációs táborban az usztasa „Za dom spremni” üdvözlettel. A zsidó és más szervezetek tiltakozása ellenére ez addig maradhatott, amíg az Egyesült Államok külügyminisztériumának holokauszt-ügyekkel foglalkozó különmegbízottja bírálata arra kényszerítette a kormányt, hogy egy közeli városba helyezze át. Ennek, valamint a kormánynak az usztasa bűncselekmények minimalizálása iránti toleranciájával kapcsolatos állítások következtében a második világháborús zsidó, szerb és horvát ellenállási csoportok nem voltak hajlandók megjelenni a kormány képviselőivel az éves jasenovaci megemlékezésen.
2019-ben az osztrák kormány törvényt fogadott el, amely megtiltja az usztasa szimbólumok és a korábban betiltott náci jelképek megjelenítését, nagyrészt annak eredményeként, hogy a horvát nacionalisták ezeket a horvát kormány által támogatott éves bleiburgi megemlékezésen használták, és ahol az osztrák rendőrség többször is letartóztatott horvát nacionalistákat náci és fasiszta tisztelgés miatt. Három osztrák uniós parlamenti képviselő „Európa legnagyobb fasiszta összejövetelének” nyilvánította a bleiburgi szertartást, amelyen horvát nacionalisták tízezrei vettek részt. Ezt követően az osztrák katolikus egyház megtiltotta, hogy a horvát katolikus egyház szentmisét tartson Bleiburgban, mert – mint mondták – „a bleiburgi mise egy olyan megnyilvánulás részévé vált, amely politikailag instrumentalizált, és része egy politikai-nemzeti rituálénak, amely a történelem szelektív megtapasztalását és értelmezését szolgálja”, hozzátéve, hogy visszaél „egy vallási istentisztelettel, melyet politikai célokra használ, miközben nem távolítja el magát a fasiszta világnézettől.”

#### Az „Usztasa” kifejezés mai használata
A második világháború után az Usztasa mozgalom több szervezetre szakadt, és jelenleg nincs olyan politikai vagy félkatonai mozgalom, amely „utódjaként” vallaná annak örökségét. Az „usztasa” kifejezést ma a horvát ultranacionalizmus lekicsinylő kifejezéseként használják. Az „usztasa” kifejezést a szerbek néha a szerbofóbia leírására, vagy általánosabban a politikai ellenfelek rágalmazására használják.

### A szerb nacionalisták körében
A második világháború vége óta a szerb történészek az usztasa szót annak elősegítésére használták, hogy a szerbek ellenálljanak a tengelynek, míg a horvátok és a bosnyákok széles körben támogatták őket. Az usztasák azonban nem részesültek támogatottságban a hétköznapi horvátok körében, és soha nemértek el jelentős támogatást a lakosság körében. Az usztasa rezsimet a horvát lakosság azon részei támogatták, akik a két világháború közötti időszakban elnyomva érezték magukat a szerbek vezette Jugoszláviában. A horvát nemzeti állam létrehozásával kezdetben megszerzett támogatás nagy része az általa alkalmazott brutális gyakorlat miatt elveszett. Az 1980-as években szerb történészek számos művet készítettek a szerbek katolicizmusra való kényszerű áttéréséről a második világháború során az usztasa Horvátországban. Ezek a történészek közötti viták nyíltan nacionalistává váltak, és a szélesebb médiába is bekerültek. Az 1980-as évek belgrádi történészei, akik szoros kormányzati kapcsolatokkal rendelkeztek, esténként gyakran bementek a televízióba, hogy megvitassák a második világháború alatti szerbek elleni usztasa népirtás kitalált vagy valós részleteit. A szerb papok és nacionalisták általánosságban minden horvátot hibáztattak az usztasák által elkövetett bűncselekményekért és a szerbek elleni népirtás megtervezéséért. E propagandisztikus tevékenységek célja a horvátországi tervezett bűncselekmények és etnodemográfiai tervek igazolása volt.

## Fordítás
- Ez a szócikk részben vagy egészben  az   Ustaše című angol Wikipédia-szócikk ezen változatának fordításán alapul.  Az eredeti cikk szerkesztőit annak laptörténete sorolja fel. Ez a jelzés csupán a megfogalmazás eredetét és a szerzői jogokat jelzi, nem szolgál a cikkben szereplő információk forrásmegjelöléseként.
- Ez a szócikk részben vagy egészben  az   Ustaše című horvát Wikipédia-szócikk ezen változatának fordításán alapul.  Az eredeti cikk szerkesztőit annak laptörténete sorolja fel. Ez a jelzés csupán a megfogalmazás eredetét és a szerzői jogokat jelzi, nem szolgál a cikkben szereplő információk forrásmegjelöléseként.